# Propaganda americană în timpul celui de-al Doilea Război Mondial

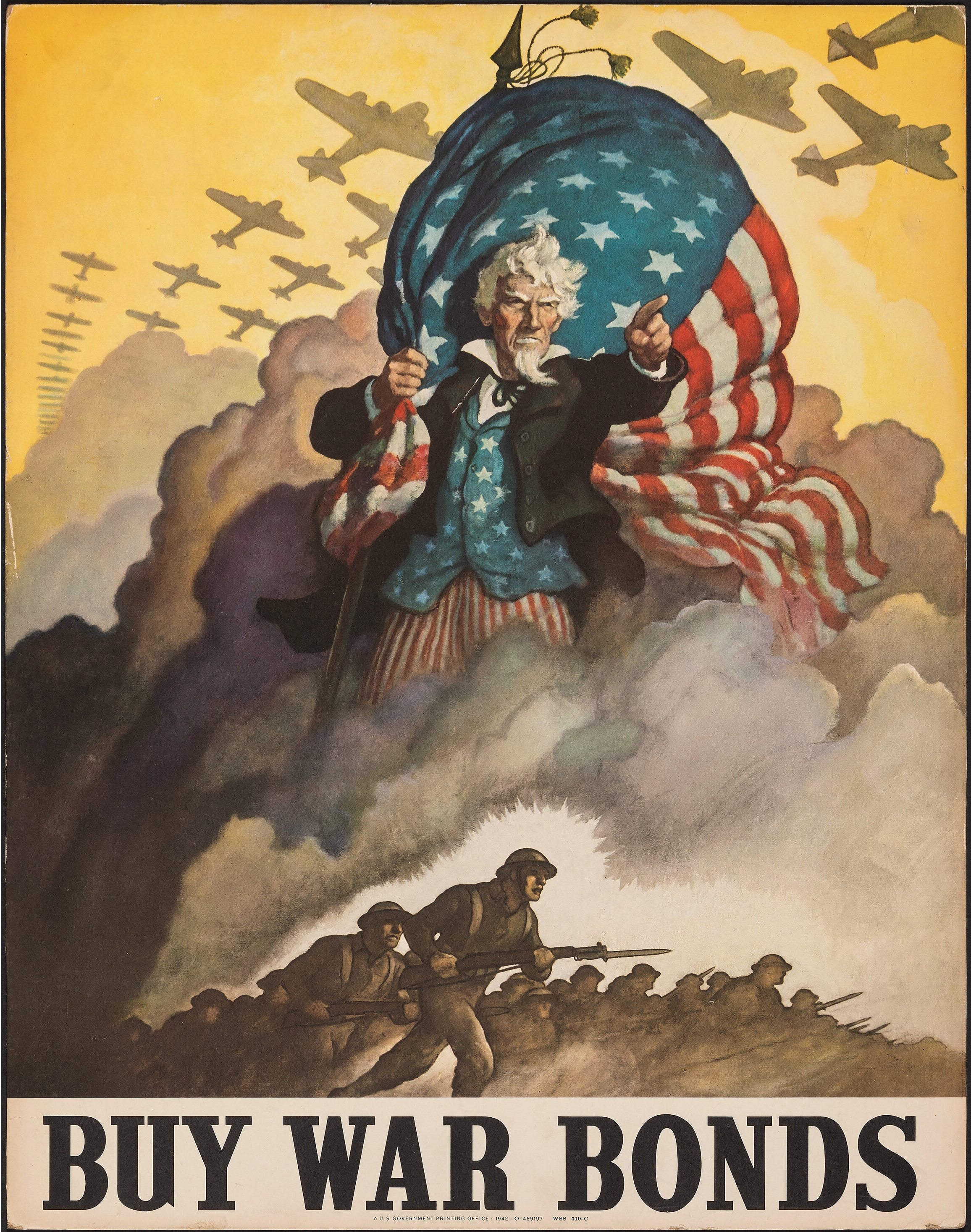
Un afiș de propagandă american care promovează obligațiunile de război, înfățișându-l pe Unchiul Sam conducând Forțele armate ale Statelor Unite ale Americii în luptă

În timpul implicarea americană în cel de-al Doilea Război Mondial (1941-1945), propaganda a fost utilizată pentru sporirea sprijinului pentru război și a implicării pentru o victorie a aliaților. Folosind o gamă vastă de mijloace de comunicare, propagandiștii au instigat la ură față de inamic și la sprijin pentru alianții Americii, au îndemnat la un efort public mai mare pentru producția de război, au convins oamenii să economisească o parte din materialele lor, astfel încât mai multe materiale să poată fi folosite pentru efortul de război, și au vândut obligațiuni de război. 

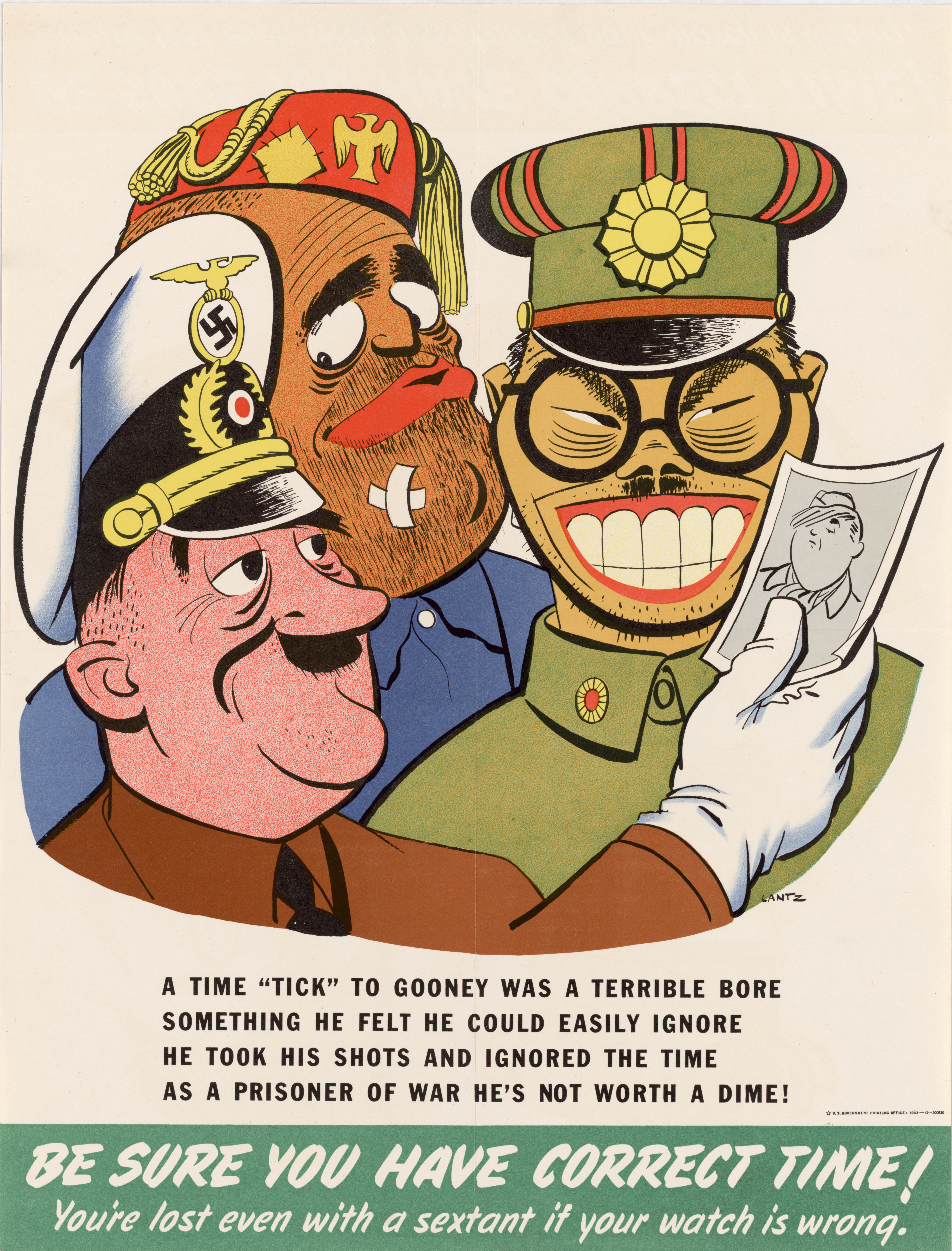
„Asigurați-vă că aveți ora exactă!” Acest afiș, destinat elevilor navigatori, combină instructajul cu caricaturile liderilor Axa Adolf Hitler, Benito Mussolini și Hideki Tojo

. Patriotismul a devenit tema centrală a publicității pe tot parcursul războiului, deoarece au fost lansate campanii pe scară largă pentru vinderea obligațiunilor de război, promovarea eficienței în fabrici, reducere răspândirii de zvonuri alarmante și menținerea moralului civililor. Războiul a consolidat rolul industriei publicitare în societatea americană, îndepărtând criticile anterioare. Liderii Axei au fost portretizați ca personaje de desene animate, pentru a-i face să pară proști și idioți.

## Campania
La început, guvernul a fost reticent în a se angaja în campanii de propagandă, dar presiunea din partea mass-mediei, a sectorului de afaceri și a agenților de publicitate care doreau o orientare a convins guvernul să își asume un rol activ:30. Chiar și așa, guvernul a insistat că acțiunile sale nu erau propagandă, ci un mijloc de a furniza informații:90. Aceste eforturi au fost transformate încet și dezordonat la început într-un efort de propagandă mai unitar, deși niciodată la nivelul Primului Război Mondial:140.
În 1942, președintele Franklin D. Roosevelt a creat Biroul Informațiilor de Război⁠(d) (OWI). Oficialii de la OWI au folosit numeroase instrumente pentru a comunica cu publicul american. Printre acestea se numărau Studiourile de film de la Hollywood, posturile de radio și tipografiile
Această agenție de nivel mediu s-a alăturat unei multitudini de alte agenții pe timp de război, inclusiv Departamentelor de Război și de Stat în difizarea de informații și propagandă de război. Oficialii de la OWI au folosit numeroase instrumente pentru a comunica cu publicul american. Printre acestea se numărau Studiourile de film de la Hollywood, posturile de radio și tipografiile.
Writers' War Board (Comitetul de război al scriitorilor) a fost organizat la nivel privat în scopuri de propagandă și a acționat adesea ca legătură între guvern și scriitori. Mulți dintre scriitorii implicați considerau eforturile lor ca fiind superioare propagandei guvernamentale:141, deoarece au considerat că materialul lor este mai îndrăzneț și mai realist decât eforturile guvernamentale:166. Până la urmă, scriitorii nu numai că au răspuns solicitărilor oficiale, dar au și inițiat propriile campanii:141.
Responsabilii proeminenți de decizie politică din SUA au lansat o campanie de propagandă internă în 1944 (campanie care a durat până în 1948) care trebuia să convingă publicul american să accepte o pace dură pentru poporul german. Una dintre metodele utilizate în cadrul acestei campanii a fost încercarea de a înlătura opinia comună conform căreia poporul german și  Partidul Muncitoresc Național-Socialist German (Partidul Nazist) erau entități separate. Un participant-principal la această campanie a fost Writers' War Board (Comitetul de război al scriitorilor), care a fost strâns asociat cu administrația Roosevelt.

## Mass-media

### Afișele
Statele Unite au folosit afișe pentru publicitate și au produs mai multe afișe de propagandă decât orice altă țară care a luptat în cel de-al Doilea Război Mondial. Aproape 200.000 de modele diferite au fost tipărite în timpul războiului.

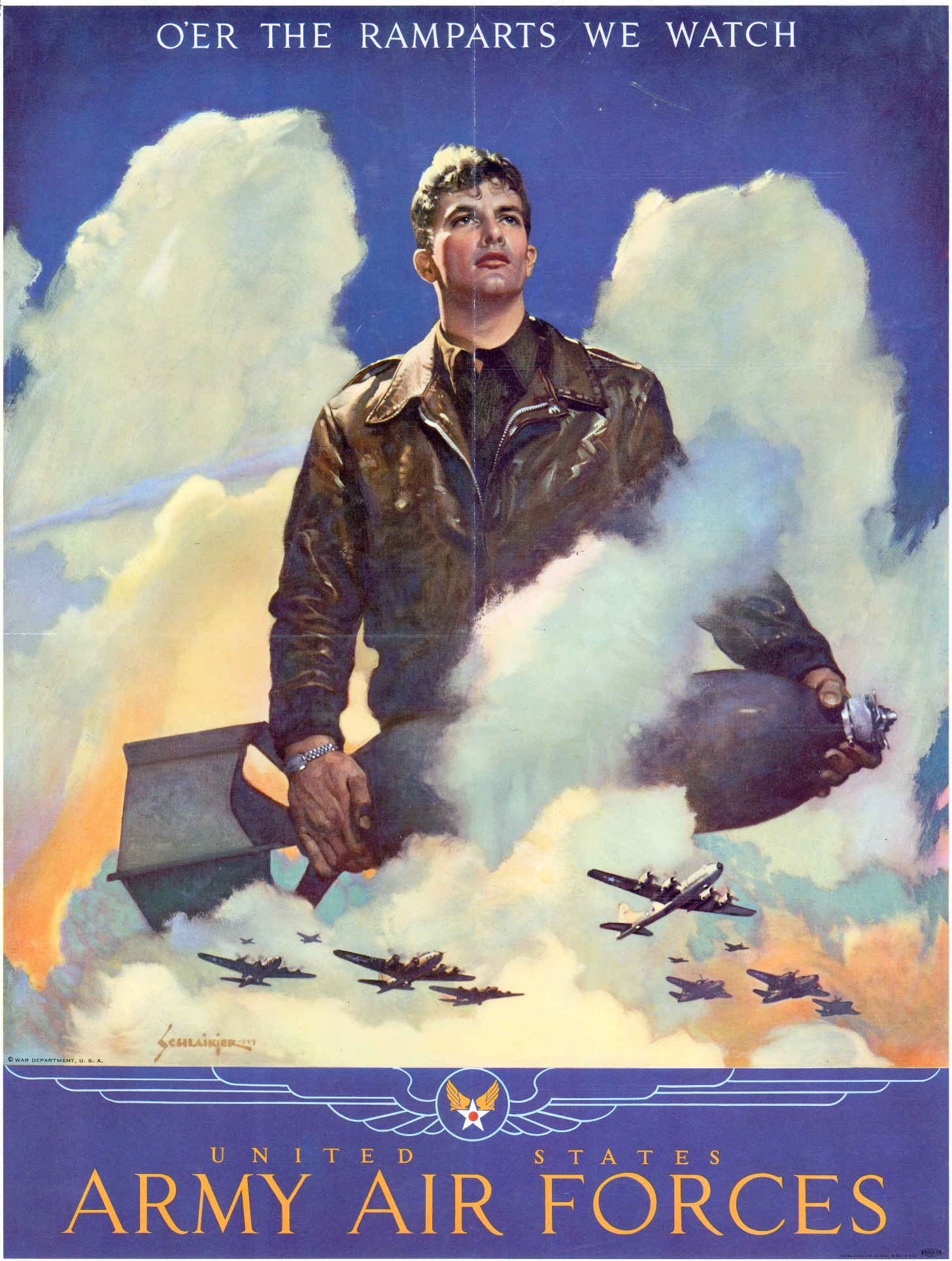
" Le vedem deasupra meterezelor", un afiș reprodus de multe ori care promovează Forțele Aeriene ale Statelor Unite ale Americii

Aceste afișe au folosit o serie de teme pentru încurajarea sprijinului pentru război, inclusiv a acțiunilor de economisire a resurselor, creșterea producției, recrutarea în rândul forțelor armate, creșterea eforturilor pe frontul intern și păstrarea secretelor. Afișele erau de obicei amplasate în zone fără reclame plătite. Cele mai frecvente zone au fost oficiile poștale, gările, școlile, restaurantele și magazinele:12. Afișe mai mici au fost tipărite pentru ferestrele caselor particulare și ale blocurilor de apartamente:37. Acestea erau locuri în care nu puteau fi folosite alte mijloace de propagandă.
Biroul de Grafică al Office of War Information (OWI) era agenția guvernamentală responsabilă de producerea și distribuirea afișelor de propagandă. Principala diferență dintre propaganda prin afișe a Statelor Unite și cea a Marii Britanii și a altor aliați a fost că mesajele afișate de SUA au fost în mare parte pozitive. Afișele Statelor Unite se concentrau pe datorie, patriotism și tradiție, în timp ce cele ale altor țări se concentrau pe alimentarea urii populației față de inamic. Mesajele pozitive de pe afișele americane au fost folosite pentru a crește producția pe frontul intern, în loc să se asigure că „banii colectați nu au fost pierduți”. Afișele americane foloseau rar imagini ale victimelor războiului și chiar scenele de pe câmpul de luptă au devenit mai puțin populare, fiind înlocuite de imagini comerciale pentru a satisface nevoia „consumatorului” de război:48.
Afișele de război nu au fost concepute de guvern, ci de artiști care nu au primit nicio remunerație pentru munca lor. Agențiile guvernamentale au organizat concursuri pentru ca artiștii să își prezinte desenele, permițând guvernului să crească numărul de desene din care putea alege.

### Publicitatea

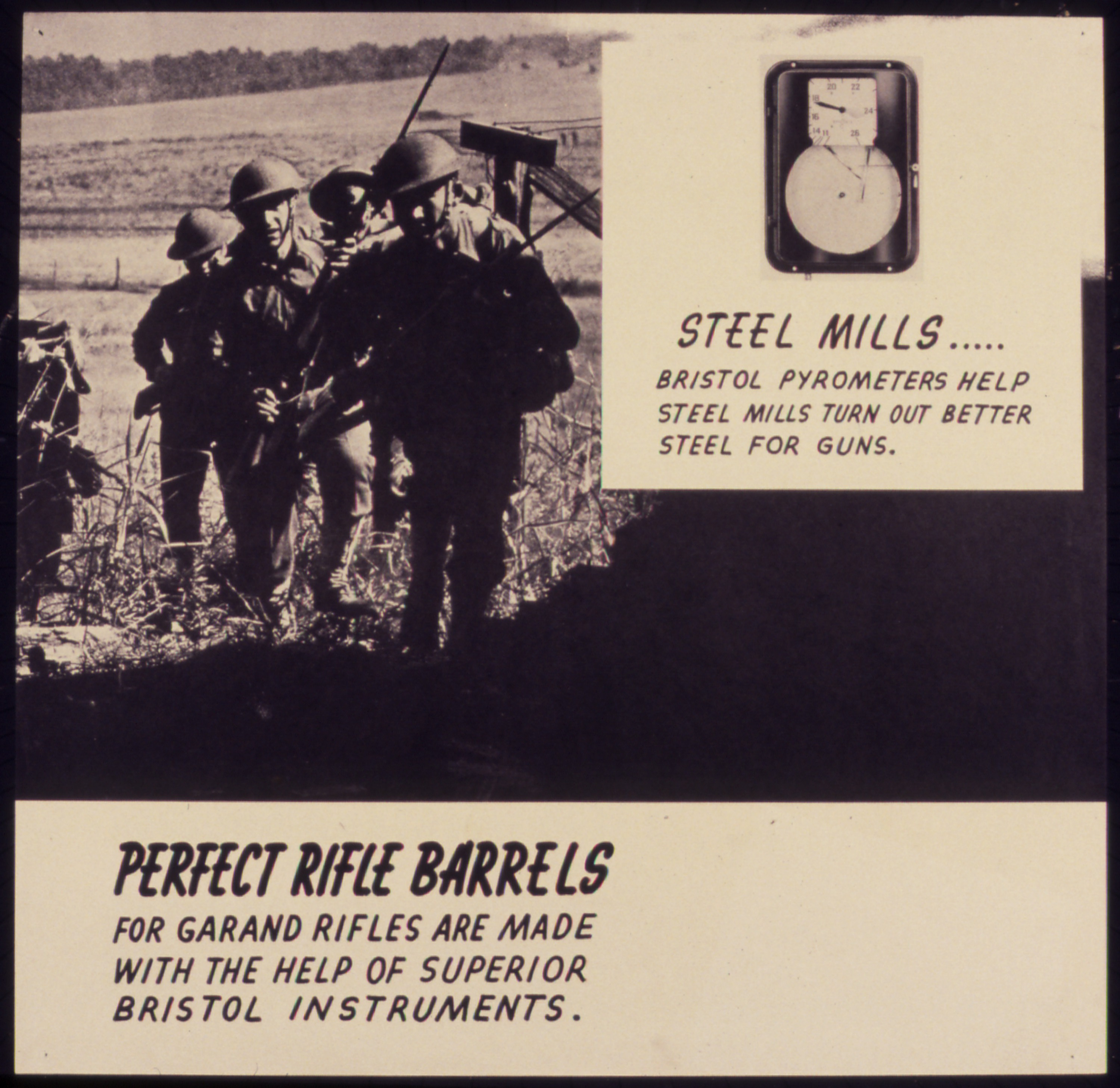
O reclamă a William Henry Bristol Company care evidențiază utilizarea pirometrului companiei în fabricarea țevii puștii semiautomate

Companiile au difuzat publicitate în sprijinul războiului. Acest lucru a contribuit la menținerea numelor lor în fața publicului, deși nu aveau produse de vândut, și li s-a permis să trateze această publicitate ca pe o cheltuială de afaceri:253-254. War Advertising Council⁠(d) a contribuit la supravegherea acestor eforturi:254. Constructorii de automobile și alți producători care s-au retehnologizat pentru efortul de război au publicat reclame în care își descriau eforturile:128. Alte companii și-au legat într-un fel produsele de război. De exemplu, Lucky Strike a susținut că trecerea de la verde la alb în ambalajul său a fost pentru a economisi bronz pentru arme și, ca urmare, și-a văzut vânzările crescând vertiginos:128-129. Companii producătoare de alimente și băuturi răcoritoare, cum ar fi Coca-Cola, și-au prezentat produsele consumate de lucrătorii din domeniul apărării și de membrii forțelor armate:129. De asemenea, numeroase reclame comerciale îndemnau la achiziționarea de obligațiuni de război:130
O mare parte a efortului de război a fost definită de publicitate, iar forțele armate din străinătate preferau revistele cu reclame complete, mai degrabă decât o versiune subțire, fără acestea:255.

### Cărțile de benzi desenate și caricaturile

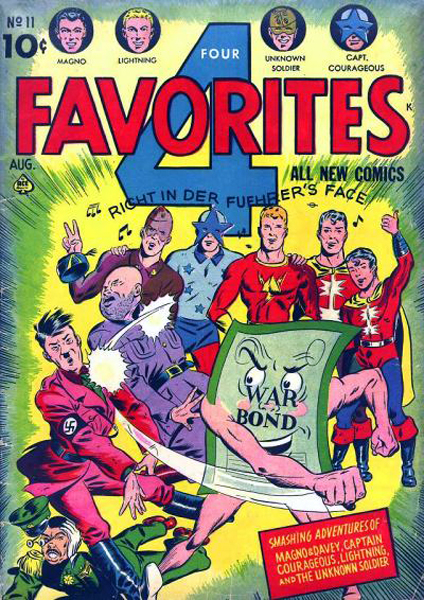
Coperta numărului din august 1943 al revistei care prezintă o obligațiune de război antropomorfizată care îi învinge pe Tojo, Hitler și Mussolini. Eroii de pe copertă sunt prezentați cântând melodia de succes a lui Der Fuehrer's Face

La fel cum se întâmplă și astăzi, caricaturiștii editorialiști au încercat să influențeze opinia publică. De exemplu, Dr. Seuss a susținut intervenționism chiar înainte de atacul de la Pearl Harbor :16.
Benzile desenate, precum Little Orphan Annie și Terry and the Pirates, au introdus teme legate de război în poveștile lor:83. Chiar și înainte de război, sabotajul și subversiunea erau motive comune în benzile desenate orientate spre acțiune:6
Mulți supereroi au fost prezentați combătând spionii sau activitățile Axei în America și în alte părți:84. O carte de benzi desenate care îl înfățișează pe Superman atacând Westwall german a fost atacată într-un număr din Das Schwarze Korps, săptămânalul SS, iar originea evreiască a creatorului Jerry Siegel⁠(d) a fost subliniată.
În 1944, după ce au fost lăudate de Ernie Pyle⁠(d), caricaturile lui Bill Mauldin⁠(d) au fost difuzate în Statele Unite. Acest efort a fost sprijinit de Departamentul de Război datorită descrierii mai sumbre a vieții militare de zi cu zi de către Mauldin în caricaturile sale:13. Desenele lui Mauldin nu numai că au mediatizat eforturile forțelor terestre, dar au făcut ca războiul să pară dur și oneros, contribuind la convingerea americanilor că victoria nu va fi ușoară. Deși caricaturile sale omiteau scenele dure, cu morți sau răniți, ele arătau dificultatea războiului prin descrierea aspectului neîngrijit al soldaților și a ochilor triști și absenți:15. Acest lucru a contribuit la crearea unui sprijin continuu pentru trupe, prin comunicarea greutăților din experiențele lor zilnice:150.

### Foile volante
Fluturașii puteau fi aruncați din avioane către populații aflate în locuri inaccesibile prin alte mijloace; de exemplu, atunci când populația se temea sau nu putea să asculte emisiunile radio străine. Astfel, Statele Unite au utilizat pe scară largă fluturași pentru a transmite scurte informații. De fapt, o escadrilă de bombardiere B-17 a fost dedicată în întregime acestui scop:146. Fluturașii au fost folosiți și împotriva forțelor inamice, oferind "permise de trecere" pe care trupele inamice le puteau folosi pentru a se preda, precum și carnete de rații, timbre și valută contrafăcute:146-147. Însăși amploarea operațiunilor de distribuire a fluturașilor a avut un efect asupra moralului inamic, arătând că industria americană de armament era atât de productivă încât avioanele puteau fi alocate acestui scop:147.
Folosirea pliantelor împotriva trupelor japoneze a avut un efect redus:262. Mulți civili din Okinawa nu au dat crezare pliantelor care declarau că prizonierilor nu li se va face niciun rău:724. În momentul în care bombardierele americane Boeing B-29 Superfortress au ajuns pe insulele japoneze și au atacat intens centrele industriale și civile cu bombe incendiare fără ca apărarea antiaeriană japoneză să poată răspunde, fluturașii și-au schimbat conținutul, oferind o „notificare prealabilă” a bombardamentelor, rezultatul fiind citirea cu aviditate a pliantelor de către japonezi în ciuda interdicțiilor oficiale:262. Aceste foi volante au fost aruncate în multe orașe japoneze vizate, textele lor declarând că nu este dorită rănirea civililor, ci doar distrugerea țintelor strategice, cum ar fi bazele militare și întreprinderile industriilor de apărare, încurajând populația civilă să fugă din orașe pentru evitarea consecințelor bombardamentelor. De asemenea, în acești fluturași se afirma că bombardamentele ar putea fi oprite dacă s-ar cere unor noi lideri care să pună capăt războiului:313. După bombardamentele atomice de la Hiroshima și Nagasaki, au fost lansate mai multe foi volante, prin care japonezii erau avertizați că americanii aveau la dispoziție un exploziv și mai puternic, egal cu cel al miilor de bombe convenționale transportate de 2 000 de bombardiere B-29:799. Atunci când guvernul japonez s-a oferit ulterior să se predea, SUA au continuat să lanseze pliante, informându-i pe japonezi despre oferta guvernului lor și despre faptul că au dreptul să cunoască termenii acesteia<:829.

### Radioul

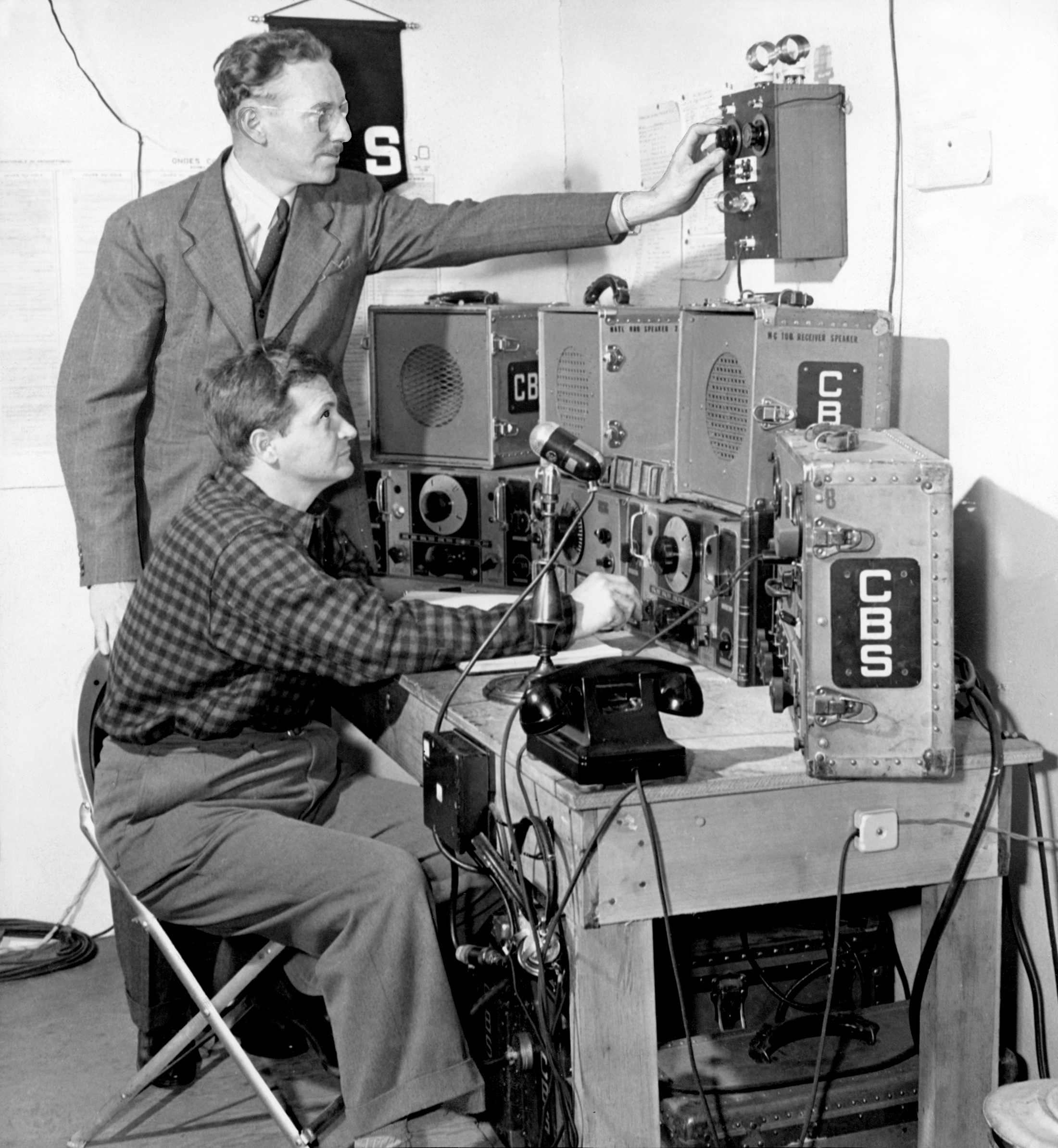
Personalul CBS Radio în timpul înregistrării emisiunilor de propagandă din Europa în 1941

În Statele Unite, radioul a fost folosit pe scară atât de largă pentru propagandă încât a depășit cu mult utilizarea altor mijloace media care erau folosite în mod obișnuit împotriva altor națiuni:147-148 Seria de discursuri radiofonice de seară ținute depreședintele Franklin D. Roosevelt reprezintă un exemplu excelent al acestei utilizări a radioului:148. În februarie 1942, seria This is War a lui Norman Corwin⁠(d) a fost difuzată în întreaga țară și prin unde scurte în întreaga lume:148-149. Alte utilizări semnificative ale radioului în străinătate includ mesaje către marina italiană, care a convins-o să se predea:150. Seria de contrapropagandă a CBS Radio Arma noastră secretă (1942-1943), cu participarea scriitorului Rex Stout, reprezentant al Freedom House, a monitorizat emisiunile de propagandă pe radio pe unde scurte ale Axei propagandă și a combătut cele mai amuzante minciuni ale săptămânii:529
În 1942 și 1943 Orson Welles a creat două seriale CBS Radio care sunt considerate contribuții semnificative la efortul de război. Hello Americans a fost produs sub auspiciile Office of the Coordinator of Inter-American Affairs⁠(d) pentru a promova înțelegerea și prietenia interamericană în timpul celui de-al Doilea Război Mondial. Ceiling Unlimited, sponsorizat de corporația Lockheed-Vega⁠(d), a fost conceput pentru glorificarea industriei aviatice și a evidențierea rolului acesteia în cel de-al Doilea Război Mondial:64. Rețeaua internațională de radio CBS a continuat să sprijine inițiativele de diplomație culturală⁠(d) ale Departamentului de Stat și ale Biroului Coordonatorului Afacerilor Interamericane de-a lungul anilor 1940. În acest efort au fost incluse transmisiuni în direct în America de Nord și de Sud ale emisiunii Viva America⁠(d), cu contribuția jurnalistică a lui Edmund A. Chester⁠(d) și talentul artistic al lui Alfredo Antonini⁠(d), Terig Tucci⁠(d), Nestor Mesta Chayres⁠(d) și John Serry Sr.⁠(d):48-49.
Deoarece radioul era adesea un mijloc de comunicare „în direct”, existau restricții privind ceea ce se difuza. Radiodifuzorii au fost avertizați să nu treacă la o reclamă cu replica „și acum vești bune”, iar reporterii au fost instruiți să nu descrie bombardamentele cu suficientă precizie pentru ca inamicul să nu poată afla dacă și-au atins țintele. De exemplu, ei trebuiau să spună „clădirea de lângă cea pe care mă aflu”, nu „First National Bank”:143. În timp ce participarea publicului și emisiunile cu oameni obișnuiți erau extrem de populare, radiodifuzorii și-au dat seama că nu există nicio modalitate de a împiedica selectarea agenților inamici, iar acestea au fost întrerupte:144. Mulți radiodifuzori au introdus teme de război în programele lor într-o asemenea măsură încât au derutat publicul țintă. Ca urmare, Radio War Guide a îndemnat radiodifuzorii să se concentreze doar pe anumite teme:170-171.
La început, populația japoneză nu a putut primi propaganda prin radio deoarece receptoarele pe unde scurte erau interzise în Japonia. Cu toate acestea, capturarea insulei Saipan nu numai că i-a șocat pe japonezi, deoarece aceasta era considerată invincibilă, dar le-a permis americanilor să folosească radioul pe unde medii pentru ca informațiile să poată ajunge în insulele japoneze:259.

### Cărțile

Un afiș care îl cita pe Franklin D. Roosevelt în opoziție cu arderea cărților în Germania Nazistă

Cărțile au fost utilizate mai des în fazele de consolidare post-combat decât în luptă, în special pentru că intenția lor era indirectă, de a forma gânditorii care vor modela opinia publică în perioada postbelică și, prin urmare, cărțile au avut mai degrabă o influență pe termen lung decât un efect imediat:{{{1}}}.
Iar unele subiecte erau considerate interzise. Cărțile despre submarine au fost suprimate, chiar și cele care se bazau pe cunoștințe publice și erau realizate cu ajutorul Marinei. De fapt, s-a încercat interzicerea chiar și a poveștilor de ficțiune care implicau submarine:163. Pe măsură ce ficțiunea a devenit mai puțin populară, librăriile au promovat cărțile de război non-ficțiune:167.
La câteva săptămâni după Ziua Z, lăzi de cărți au fost debarcate în Normandia pentru a fi distribuite librarilor francezi. Un număr egal de lucrări americane și britanice au fost incluse în aceste transporturi:1. Unele cărțile au fost stocate pentru acest moment, iar alte cărți au fost tipărite special pentru acest scop:6.

### Filmele
Studiourile de film de la Hollywood, care simpatizau în mod evident cu cauza Aliaților, au adaptat în curând scenariile standard și serialele pentru a-i prezenta pe naziști în locul gangsterilor și răufăcătorilor obișnuiți, în timp ce japonezii erau descriși ca fiind bestiali, incapabili de rațiune sau de calități umane:151. Deși Hollywood-ul a pierdut accesul la majoritatea piețelor străine în timpul războiului, acum putea să îi portretizeze pe germani, italieni și japonezi ca răufăcători fără proteste diplomatice sau boicoturi. Mulți actori precum Peter Lorre, Conrad Veidt, Martin Kosleck⁠(d), Philip Ahn⁠(d) și Sen Yung⁠(d) s-au specializat în interpretarea spionilor, trădătorilor și soldaților Axei:12-15. Lucrători de film de neînlocuit au primit amânări de încorporare pentru a le permite să continue să producă filme favorabile aliaților:95.
La începutul anilor 1940, în timp ce războiul începea să ia amploare în Europa, scopul studiourilor de la Hollywood era în continuare să distreze. Multe producții erau musicaluri, comedii, melodrame sau westernuri. Marile studiouri și-au păstrat neutralitatea și au arătat pe ecran același sentiment izolaționist ca și publicul lor. După ce a observat îngrijorarea președintelui Franklin D. Roosevelt cu privire la politica externă a SUA, fascismul a început să fie prezentat pe ecran de Hollywood. După atacul japonez de la Pearl Harbor din 1941, studiourile au sprijinit pe deplin cauza aliaților și cererile acestora. Propaganda patriotică a fost considerată profitabilă de Hollywood și a contribuit la transformarea pozițiilor sociale și politice ale țării, servind în același timp drept instrument al politicii naționale:1.
Cele mai multe filme aveau un fundal de război, chiar dacă povestea lor era o invenție completă. Cu toate acestea, unele au fost făcute pentru ca să se lege de un eveniment trecut sau chiar de un eveniment actual, cu lansarea filmului sincronizată cu întâmplarea din viața reală. De exemplu, câștigătorul Premiul Oscar pentru cel mai bun film, Casablanca, a fost lansat în contextul atitudinilor diferite față de Regimul de la Vichy și respectiv Forțele Franceze Libere. Acest film a fost considerat ca fiind anti-Vichy, dar a existat o dezbatere puternică cu privire la faptul dacă acest lucru a reprezentat sau nu politica guvernului american:153. Aceasta a fost una dintre cele mai importante producții ale Hollywood-ului în timpul războiului și foarte reprezentativă pentru rolul și poziția studiourilor la acea vreme.
Războiul a avut loc în timpul unui conflict național important: segregarea rasială. America albă era unită în spatele războiului, dar în America de culoare exista opoziție. În timp ce Roosevelt descria obiectivele de război ale aliaților ca fiind democratice, Walter Francis White⁠(d), secretarul executiv al National Association for the Advancement of Colored People⁠(d) (NAACP), a declarat că oamenii de culoare trebuiau „să lupte pentru dreptul de a lupta”:383. Mulți afro-americani puneau în balanță loialitatea față de țară cu loialitatea față de rasa lor. Pentru a aborda problema identității, Biroul de Informații de Război⁠(d) (care controla și influența conținutul și subiectele filmelor americane):87-105) a decis să colaboreze cu liderii de culoare pentru a încerca să îmbunătățească portretizarea oamenilor de culoare de la Hollywood și să obțină sprijinul lor pentru cauza Aliaților. Încercarea s-a dovedit un eșec.:13-16.
Cea mai timpurie producție hollywoodiană care a satirizat unul dintre guvernele Axei a fost You Nazty Spy!, un scurtmetraj cu „cei trei nătărăi (Three Stooges)⁠(d)” lansat la 19 ianuarie 1940, care îi satiriza pe Adolf Hitler (Moe Howard⁠(d) ca „Moe Hailstone”), Hermann Göring (Curly Howard⁠(d) ca „Feldmareșalul Gallstone”) și pe Joseph Goebbels (Larry Fine⁠(d) ca „Larry Pebble”), cu aproape doi ani înainte de atacul de la Pearl Harbor.
Atacul german di 1941 asupra Uniunii Sovietice a dus la apariția filmelor pro-rusești:152. Războiul a generat, de asemenea, un mare interes pentru jurnalele de actualități și documentare, care nu au putut concura cu filmele de divertisment înainte de război. :152. În aceste condiții, aliații Americii nu mai puteau fi prezentați negativ în niciun caz:163. 

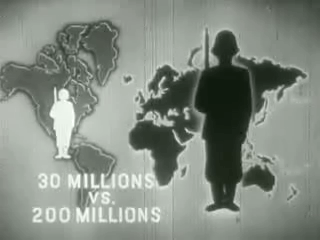
Un cadru din care avertizează asupra opoziției masive cu care Americile s-ar putea confrunta dacă puterile Axei ar cuceri Afro-Eurasia

La cererea generalului George C. Marshall, șeful Statului Major al armatei americane, Frank Capra a creat o serie de documentare care au fost folosite ca filme de orientare pentru noii recruți. Capra a conceput seria pentru a ilustra pe de-o parte pericolul enorm reprezentat de cuceririle Axei și pe de altă parte justețea acțiunilor Aliaților. :295. Acest serial De ce luptăm (Why We Fight)⁠(d) a prezentat războiul în șapte episoade:
- Preludiul războiului, ascensiunea fascismului[18]:152.
- Lovitura nazistă, de la Anschluss la invadarea Poloniei[18]:152, 158;
- Divide și cucerește, cucerirea Europei continentale.
- Bătălia Angliei.
- Bătălia Rusiei.
- Bătălia Chinei.
- Războiul vine în America, care acoperă evenimentele ulterioare[18]:158.

La îndemnul președintelui Roosevelt, Why We Fight a fost, de asemenea, lansat în cinematografe pentru publicul larg:14. În Regatul Unit, Winston Churchill a ordonat ca întreaga serie să fie prezentată publicului:158.
Filmele erau, de asemenea, utile prin faptul că mesajele propagandistice puteau fi încorporate în filmele de divertisment:99. Filmul din 1942 Mrs. Miniver a portretizat experiențele unei gospodine engleze în timpul Bătăliei Angliei și a solicitat sprijinul atât al bărbaților cât și al femeilor pentru efortul de război. Filmul a fost difuzat de urgență în cinematografe la ordinul lui Roosevelt:99-100. În plus, filmul din 1943 The Negro Soldier', un documentar produs de guvern și regizat tot de Frank Capra, a contestat stereotipurile rasiale din rândurile soldaților. Popularitatea sa i-a permis să treacă în distribuția de masă:82.
Filmul The Purple Heart din 1944 a fost folosit pentru ilustrarea atrocităților japoneze și în comparație cu eroismul piloților americani:50.
În 1933 William Dudley Pelley⁠(d) a adoptat un comportament diferit. El a fondat Legiunea de Argint a Americii (Cămăsile Argintii), o aripă paramilitară a Partidului Creștin simpatizând cu Partidul Nazist german. El se autodefinea ca „Hitler american”. Harold Lasswell, un expert în comunicații și propagandă pe timp de război, a declarat la procesul lui William Dudley Pelley din 1944 că 1.195 de declarații privind ideologia Partidului Nazist au fost găsite în buletinul Galilean al Cămășilor Argintii. Pelley a fost condamnat la 15 ani de închisoare:8.

### Filmele de desene animate
Al Doilea Război Mondial a transformat posibilitățile animației. Înainte de război, animația era văzută ca o formă de divertisment pentru copii, dar această percepție s-a schimbat după ce Pearl Harbor a fost atacat. La 8 decembrie 1941, armata americană a mutat imediat 500 de soldați în  Studiourile Walt Disney și a început să lucreze cu Walt Disney. Personalul armatei a fost staționat la studioul său și a locuit acolo pe durata războiului. În biroul lui Walt Disney s-a instalat un ofițer al armatei. Armata SUA și Disney au început să realizeze diverse tipuri de filme pentru categorii diferite de public. Majoritatea filmelor destinate publicului includeau un anumit tip de propagandă, în timp ce filmele pentru trupe includeau instruire și educație cu privire la subiecte specifice.

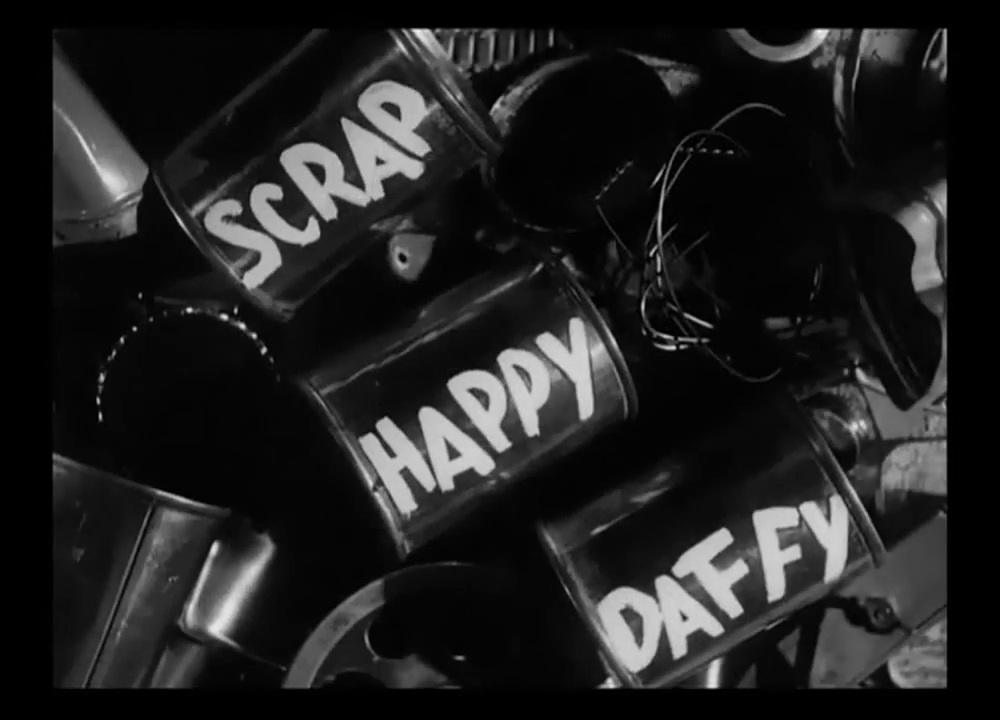
Scrap Happy Daffy, una dintre multele animații Looney Tunes produse în timpul războiului

Filmele destinate publicului erau adesea menite să ridice moralul. Acestea le permiteau americanilor să își exprime furia și frustrarea prin ridicol și umor. Multe filme reflectau pur și simplu cultura războiului și erau pur divertisment. Altele conțineau mesaje puternice menite să provoace implicarea publicului sau să creeze o anumită stare de spirit în rândul publicului. Desene animate precum Bugs Bunny Bond Rally și Foney Fables i-au îndemnat pe spectatori să cumpere obligațiuni de război, Scrap Happy Daffy a încurajat donarea de fier vechi, iar The Spirit of '43 i-a îndemnat pe spectatori să își plătească taxele.
animația în scopuri de formare și instruire. Cel mai elaborat film de instruire produs, Stop That Tank!, a fost comandat de Direcția canadiană de instruire militară și creat de studiourile Walt Disney. Trupele au fost familiarizate cu Soldatul Snafu (Încurcătură) și caporalul Schmuckatelli (Bădărănescu). Aceste personaje fictive au fost folosite pentru a oferi soldaților informări de securitate și instrucțiuni cu privire la comportamentul așteptat, înfățișând adesea un comportament care nu era recomandat. Scurtmetrajul Spioni prezintă un soldat Snafu aflat în stare de ebrietate, care oferă secrete unei femei frumoase care este de fapt o spioană nazistă. Prin informațiile pe care i le oferă, germanii reușesc să bombardeze nava pe care călătorea soldatul Snafu, trimițându-l în iad.
Animația a fost utilizată din ce în ce mai mult în comentariile politice împotriva puterilor Axei. Desenul animat de comedie Der Fuehrer's Face⁠(d) a fost unul dintre cele mai populare desene animate de propagandă ale lui Walt Disney, înfățișându-l pe Donald Duck visând că este un muncitor german care suferă din cauza muncii intense din fabrică și a propagandei naziste, înainte de a se trezi din coșmarul său și de a-și aminti că este cetățean american. Disney și armata americană doreau să prezinte germanii ca trăind o viață care contrazicea promisiunile minunate făcute de Hitler, iar producătorii doreau să arate că toate condițiile de muncă din fabricile germane nu erau atât de glorioase precum Hitler le făcea să pară în discursurile sale.
Educație pentru moarte, bazat pe bestsellerul cu același nume scris de Gregor Ziemer⁠(d), a fost o utilizare mai serioasă a animației în propagandă. Filmul se axează pe propaganda destinată copiilor în Germania nazistă și urmărește un băiat care este îndoctrinat în idealurile naziste încă de la naștere, doar pentru ca să moară tânăr când este înrolat în Wehrmacht.

### Revistele
Revistele erau un instrument favorit de răspândire a propagandei, deoarece erau difuzate pe scară largă. Guvernul a publicat un „Ghid de război pentru reviste” care includea sfaturi pentru susținerea efortului de război:23. Revistele pentru femei, în special Ladies' Home Journal⁠(d), au fost locul preferat pentru propaganda destinată gospodinelor. Editorilor de reviste li s-a cerut să prezinte femeile făcând față eroic sacrificiilor din timpul războiului:23. Ficțiunea a fost un mediu deosebit de favorizat și a fost folosită pentru a modela subtil atitudinile:41. Ladies' Home Journal și alte reviste au promovat, de asemenea, implicarea femeilor în serviciile armate:24.
Industria literaturii de consum a fost deosebit de activă, fie și numai ca să evite să fie percepute ca neesențiale pentru efortul de război și abandonate pe durata războiului:43. Biroul de Informații de Război a distribuit scriitorilor ghiduri pentru literatura western, de aventură, polițistă și alte genuri de literatură, cu posibile povești și teme care ar contribui la efortul de război. Printre sugestii se numărau un detectiv care era „vesel” cu privire la urmărirea unui suspect fără a folosi un automobil, o femeie care lucra într-un loc muncă tradițional masculin, importanța limitei de viteză de 35 de mile pe oră și a Carpooling, precum și personaje chinezești și britanice pozitive:133

### Ziarele
Ziarelor li s-a spus că toate comunicatele de presă ale guvernului trebuie să fie veridice și să nu ofere ajutor și consiliere inamicului – dar aceasta din urmă condiție nu trebuia să fie considerată o interdicție de publicare a știrilor proaste:142. Cu toate acestea, parțial prin cooperarea jurnaliștilor, Oficiul de Cenzură (Office of Censorship)⁠(d) (OOC) a reușit să elimine știrile negative și alte elemente utile inamicului – cum ar fi prognozele meteorologice – deși nici OOC, nici o altă agenție nu a reușit să influențeze complet știrile într-o manieră pozitivă, care să stimuleze moralul:144-145. Într-adevăr, unii oficiali guvernamentali au descoperit că atât ziarele, cât și radioul foloseau știri neconfirmate de la Vichy și Tokyo:149.

### Army War Show
În 1942, Biroul de relații publice al armatei a decis să organizeze un tur al țării pentru a demonstra publicului capacitățile armatei. În acest scop, au creat Forța operativă provizorie a Army War Show, comandată de colonelul Wilson T. Bals. Un comitet național de cetățeni a fost creat pentru a sponsoriza spectacolul. Stewart McDonald a fost președinte, Henry Steeger vicepreședinte, iar foștii administratori ai Ringling Brothers-Barnum & Bailey William P. Dunn și John Reddy Jr. secretar și trezorier. Comitetul era format din 54 de persoane, inclusiv personalități din politică. O corporație non-profit, „War Shows, Inc.”, a fost creată pentru supravegherea aspectelor comerciale. Veniturile din bilete au fost vărsate Fondului de ajutor de urgență al armatei. Directorii „War Shows, Inc.” au fost directorul Târgului Mondial de la New York, Joseph M. Upchurch și Richard F. Flood și Don J. Campbell
Grupul operativ a adunat aproape 700 de soldați la Fort Meade pentru pregătire la începutul anului 1942. Turneul a început la Baltimore cu o expoziție de trei zile, la 12 iunie 1942, și s-a încheiat la 20 decembrie același an, după ce a vizitat optsprezece orașe americane. Un număr mare de civili cu experiență în domeniul expozițiilor profesionale și al producției de bunuri colective au fost chemați să sprijine turneul de șase luni, inclusiv echipa de producători de spectacole în aer liber formată din Frank și John Duffield, Blevins Davis⁠(d) de la NBC și George Smith, expert în transporturi la Ringling Brothers. Până la reprezentațiile din noiembrie din Houston, spectacolul a ajuns la 2.000 de persoane participante și peste 400 de piese de echipament și o trupă de cavalerie.
Un spectacol tipic „Here's Your Army” dura patru ore și includea scurte demonstrații de exerciții de infanterie, cavalerie și infanterie mecanizată, de aruncătoare de flăcări, tancuri și distrugătoare de tancuri, spectacole ale fanfarei și focuri de artificii. Au fost vândute aproape 4 milioane de bilete.

## Temele

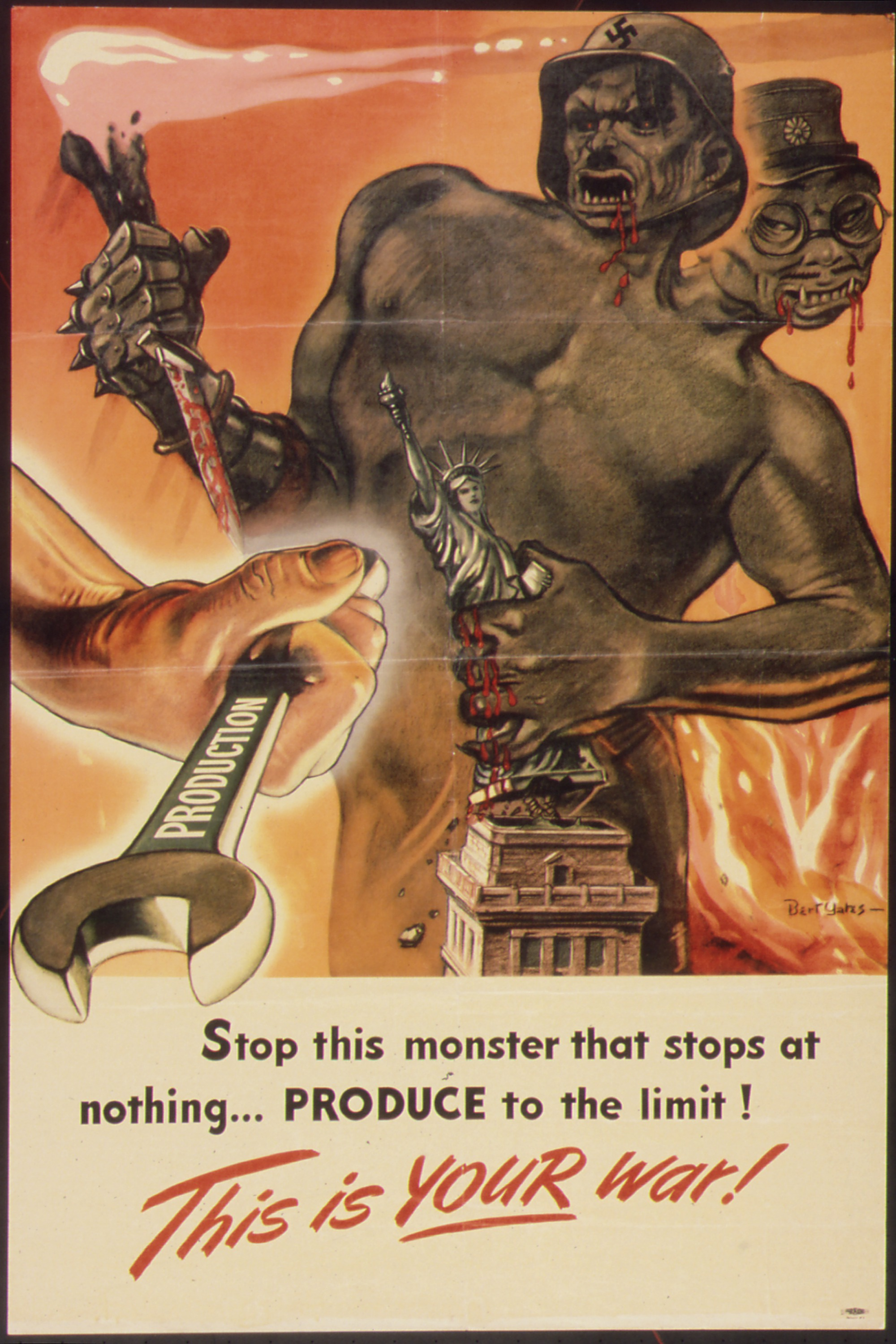
Un afiș înfățișând puterile Axei ca un monstru cu două capete, cu fețele lui Hitler și Tojo, atacând Statuia Libertății

Ca și în Regatul Unit, propaganda americană a descris războiul ca pe o problemă de luptă a „bunul împotriva răului”, ceea ce a permis guvernului să încurajeze populația să lupte într-un „război drept”, și a folosit teme de rezistență împotriva ocupantului fascist și de eliberare a acestora:22-23. În 1940, chiar înainte de a fi atras în cel de-al Doilea Război Mondial, președintele Roosevelt i-a îndemnat pe toți americanii să ia în considerare efectul pe care l-ar avea victoria dictaturilor din Europa și Asia:284. Bombardamentul de precizie a fost lăudat, exagerându-se exactitatea sa, pentru a-i convinge oamenii că există diferențe între bombardamentele „bune” și cele „rele”:295. Hitler, Tojo, Mussolini și adepții lor au fost răufăcătorii filmelor americane, chiar și în desenele animate în care până și personaje precum Bugs Bunny îi învingeau:152 – o practică care a început înainte de Pearl Harbor.—a practice that began before Pearl Harbor:33 Caricaturile îi prezentau pe liderii Axei ca nefiind umani:78.
Roosevelt a declarat că războiul împotriva dictaturilor trebuia să aibă prioritate față de New Deal :261.
Artiștii și scriitorii au fost puternic divizați cu privire la încurajarea urii față de inamic, ceea ce a generat dezbateri aprinse:164-165. Guvernul a intervenit rar în astfel de dezbateri, sugerând doar ocazional pentru artă anumite orientări de urmat:164. Cu toate acestea, OWI a sugerat scenarii care foloseau agenți ai Axei în locul rolurilor negative tradiționale, cum ar fi hoții de vite din westernuri:45.
Într-un discurs, Henry Wallace a solicitat eforturi postbelice pentru dezamorsarea psihologică a efectelor puterilor Axei, cerând școlilor să anuleze, pe cât posibil, otrăvirea minților copiilor de către Hitler și militariștii japonezi:25. Două zile mai târziu, o caricatură editorială a Dr. Seuss îl arăta pe Unchiul Sam folosind foalele pentru îndepărtarea „agenților patogeni” din mintea copilului „Germania”, în timp ce îl ținea pe copilul „Japonia” pregătit pentru următorul tratament:25.

### Atitudinea antigermană

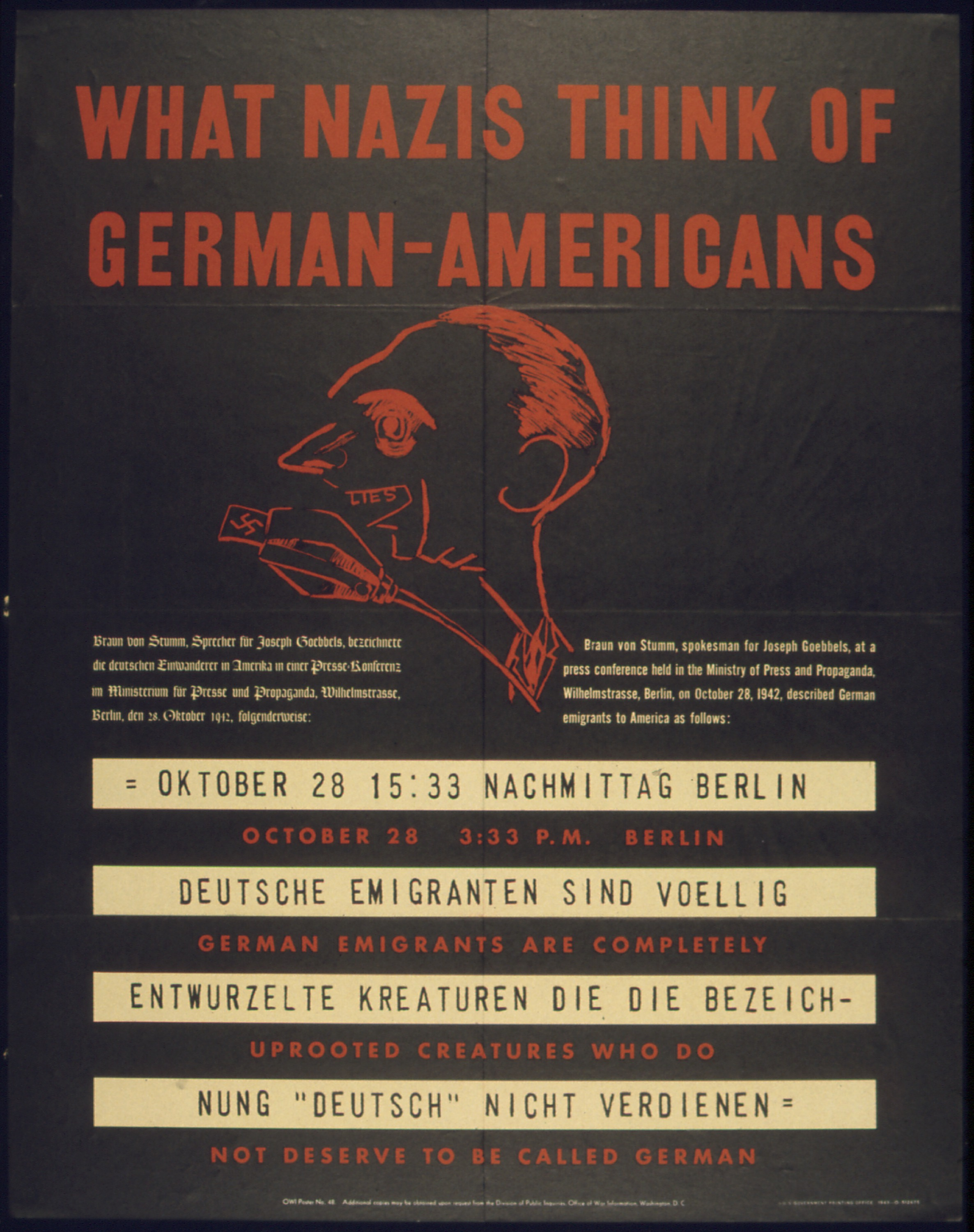
Un afiș care îl citează pe purtătorul de cuvânt al lui Joseph Goebbels, Gustaf Braun von Stumm, ca făcând declarații insultătoare la adresa americanilor cu origini germane

Hitler a fost deseori reprezentat în situații care îl ridiculizau, iar desenele editoriale îl reprezentau de obicei în manieră caricaturală:73. Dictatura lui Hitler a fost adesea intens satirizată:163. Pentru a ridica moralul, chiar înainte de întoarcerea războiului în favoarea Aliaților, Hitler apărea adesea în caricaturi editoriale ca fiind condamnat:75. El și poporul german au fost descriși ca fiind proști. De exemplu, într-o caricatură editorială realizată de Dr. Seuss, un tată german își certa fiul înfometat, spunându-i că germanii mâncau țări, nu mâncare:76.

Germania nazistă a fost tratată ca cel mai mare pericol din cadrul Axei, o amenințare mai mare decât Japonia sau Italia. :23. Pentru a combate presiunea tot mai mare a americanilor ca Statelor Unite să atace Japonia, au fost puse în aplicare operațiunile din teatrul nord-african, în ciuda contraindicațiilor militare, pentru a spori sprijinul pentru atacarea Germaniei. Fără o astfel de implicare, presiunea publică pentru sprijinirea mai puternică a războiul din Pacific s-ar fi putut dovedi irezistibilă pentru liderii americani:166.
Germanii au fost adesea portretizat în filme și postere ca fiind răi, deși multe atrocități au fost atribuite în mod specific naziștilor și lui Hitler, mai degrabă decât poporului german nediferențiat:34. Romanele de istorie alternativă au descris invaziile naziste din America ca să asigure sprijinul pentru politica de intervenționism:97-99.
Writers' War Board a întocmit liste de cărți interzise sau arse în Germania nazistă și le-a distribuit în scopuri propagandistice și au fost organizate mii de comemorări ale arderilor de cărți.

### Atitudinea antiitaliană

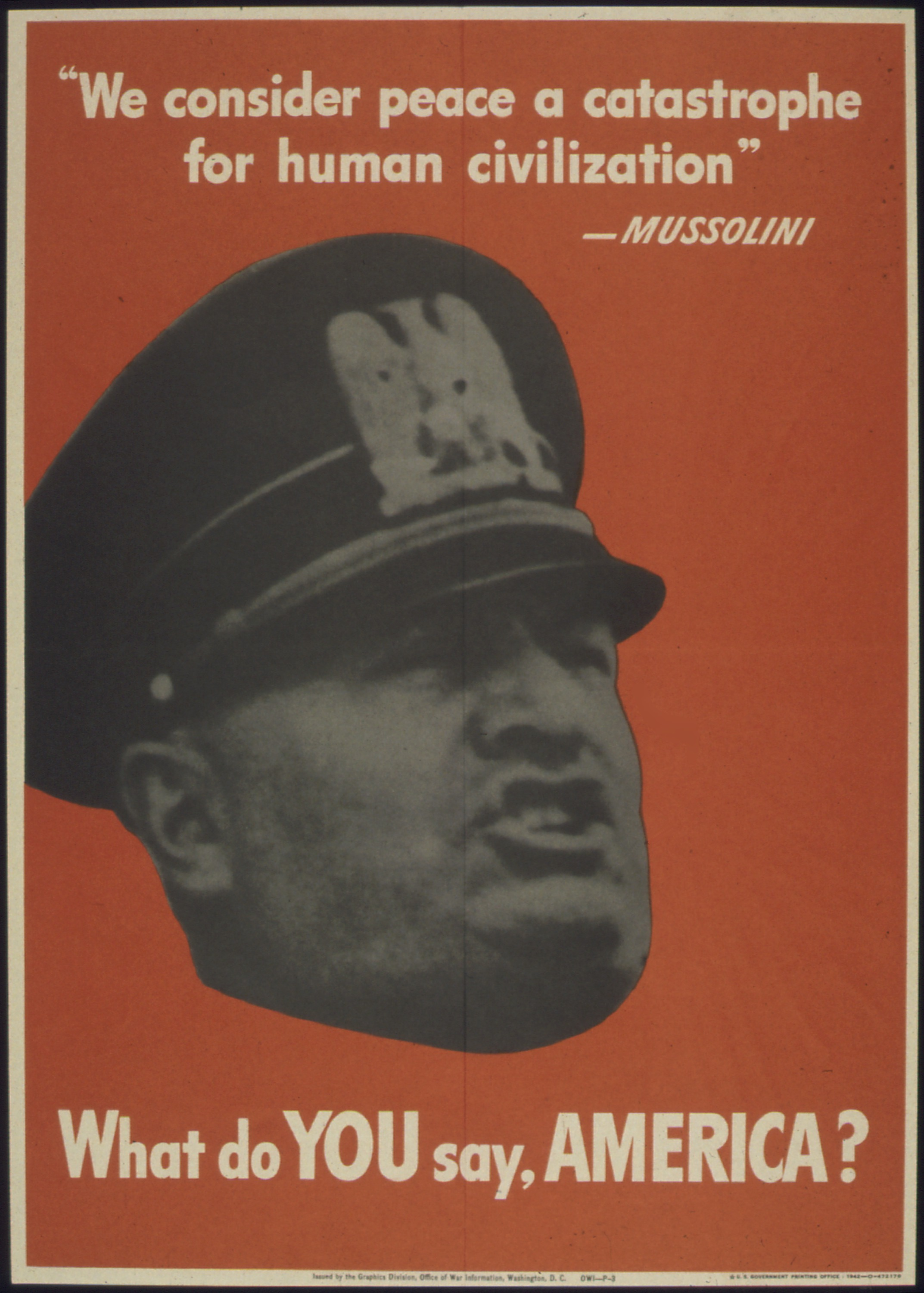
Un poster care citează un discurs al lui Mussolini prezentând fascismul italian ca fiind puternic împotriva păcii

Mussolini a fost de asemenea prezent în situații care îl ridiculizau. Caricaturile editoriale îl prezentau drept un dictator de doi bani:115. Italienii au fost adesea portretizat în filme și postere ca fiind răi. Italia, deseori ironizată ca fiind „pântecele moale al Axei” la începutul războiului, a fost prima dintre marile puteri ale Axei care a văzut războiul apropiindu-se de teritoriul său național din cauza înfrângerilor din Africa de Nord.
Tratamentul propagandistic al Italiei s-a schimbat pe măsură ce Sicilia a devenit prima parte a Europei care a fost eliberată de britanici și americani de sub dominația Axei. Tratamentul american aplicat poporului italian, în special partizanilor antifasciști, a devenit mult mai binevoitor. Mass-media americană a făcut mare caz de demonstrațiile antifasciste ca dovadă că nu poporul italian era dușmanul. Regimul marionetă al lui Benito Mussolini a rămas un subiect de batjocură și ură, iar trupele germane au fost văzute ca agenți ai asupririi poporului italian. Părți ale Italiei au rămas zone de război până în ultimele săptămâni ale conflictului european. Moartea lui Benito Mussolini și a aliaților săi avea să fie prezentată ca un sfârșit potrivit pentru un tiran.

### Atitudinea antijaponeză

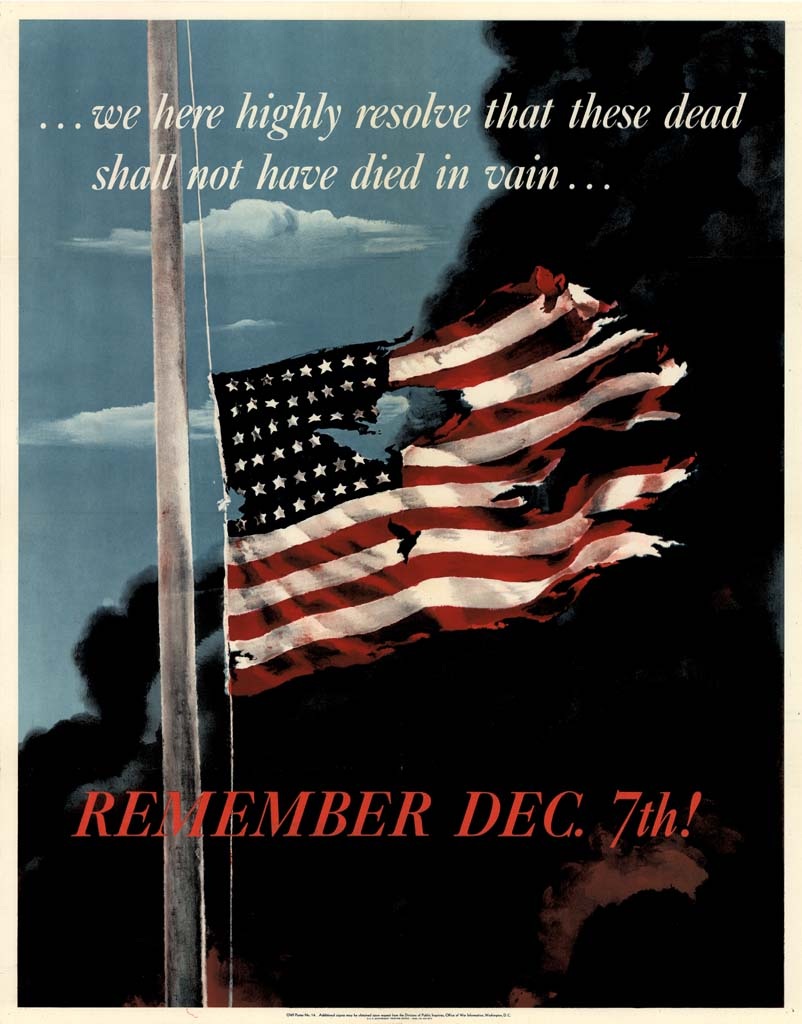
Afiș distribuit în 1942, evocând atacul de la Pearl Harbor și victimele acestuia

Propaganda i-a descris pe japonezi mai mult decât pe oricare altă putere a Axei drept un inamic străin, grotesc și necivilizat:305. Pornind de la tradițiile samurailor, propagandiștii americani i-au portretizat pe japonezi ca fiind fanatici și nemiloși, care au planificat de-a lungul anilor cuceriri peste mări:20. Propaganda japoneză, cum ar fi Shinmin no Michi⁠(d) (sau Calea supușilor), cerea ca poporul japonez să devină „o sută de milioane de inimi bătând ca una singură” - ceea ce propagandiștii aliați au folosit pentru a-i portretiza pe niponi ca pe o masă amorfă, fără minte:30-31. Atrocitățile au fost atribuite poporului japonez ca întreg:34. Chiar și americanii de origine japoneză au fost prezentați ca sprijinind masiv Japonia (de exemplu, în incidentul Niihau), așteptând doar semnalul pentru a comite sabotaje:25. Atrocitățile comise de japonezi și refuzul lor fanatic de a se preda au susținut portretizarea elementelor rasiste în propagandă:8.
Chiar înainte de atacul de la Pearl Harbor, relatările despre atrocitățile din China au stârnit o antipatie considerabilă pentru Japonia. Acest lucru a început încă de la invazia japoneză din Manciuria, când au fost transmise relatări despre forțele japoneze care bombardau civili sau trăgeau asupra supraviețuitorilor răniți de obuze:161</ref>. Cărți precum Pământul cel bun a lui Pearl Buck și China în război a lui Freda Utley⁠(d) au stârnit simpatie pentru chinezi:57.
Încă din 1937, Roosevelt i-a condamnat pe japonezi pentru agresiunea lor în China:57. Masacrul din Nanjing a dobândit o notorietate deosebită datorită numărului de martori occidentali, propagandiștii chinezi folosindu-l pentru a câștiga simpatia Aliaților:226.
Propaganda bazată pe atacul de la Pearl Harbor a fost folosită cu o eficiență considerabilă, deoarece rezultatul său a fost uriaș și imposibil de respins:257. Rapoartele inițiale l-au numit „atac pe furiș” și „comportament infam”:232. „Amintiți-vă de Pearl Harbor!⁠(d)” a devenit cuvântul de ordine al războiului:210. Rapoartele privind maltratarea prizonierilor de război americani au stârnit, de asemenea, furie:655, la fel ca și rapoartele privind atrocitățile împotriva populațiilor indigene, o atenție deosebită fiind acordată copiilor aruncați în aer pentru a fi prinși în baionete:43-44. Când trei dintre participanții la Raidul Doolittle au fost executați, acest lucru a stârnit o mare dorință de răzbunare în America, iar imaginea „maimuței japoneze” a devenit comună în filme și desene animate:259. Filmul The Purple Heart (Inima purpurie) a dramatizat povestea lor, un aviator ținând un discurs de încheiere în care spunea că acum știa că îi înțelesese pe japonezi mai puțin decât crezuse și că aceștia nu îi înțelegeau pe americani, dacă credeau că acest lucru îi va speria:50. Jurnalul unui soldat japonez mort, care conținea o notă în care relata cu răceală execuția unui aviator doborât, a fost prezentat în mod considerabil ca o demonstrație a adevăratei naturi a inamicului:50-51</ref>.
Succesele japoneze copleșitoare de la începutul războiului au dus la apariția unei broșuri intitulate „Distrugerea mitului «Superman» japonez” pentru a contracara efectul acestora:210. Slăbiciunile trupelor japoneze pe care le menționa, deși minore, erau defecte reale evidențiate pentru contracararea impresiei pe care o aveau soldații de război cu privire la performanțele militare nipone:417-418. Raidul Doolittle a fost organizat după ce Roosevelt a insistat pentru organizarea unui contraatac, fie și numai pentru creșterea moralului:271.

Un poster care folosește Marșul morții din Bataan pentru susținerea continuării luptei „până când fiecare japonez ucigaș va fi eliminat!”

Apelurile japoneze la devotament față de moarte au fost folosite pentru a prezenta un război de exterminare ca fiind singura posibilitate, fără a se pune problema dacă acesta era de dorit sau nu:52-53</ref>.
O unitate de pușcași marini a fost instruită: „Fiecărui japonez i s-a spus că este de datoria lui să moară pentru împărat. Datoria voastră este să vă asigurați că o face” :53. Sinuciderile civililor din Saipan – femei, copii și bătrâni, dar și militari, au întărit această convingere:34. În diferite publicații americane a fost susținută ideea unei înfrângeri totale a japonezilor, care ar fi fost singura care ar fi prevenit reapariția unei puteri militare noi sau a ambițiilor imperialiste, așa cum s-a întâmplat în cazul Germaniei după înfrângerea din Primul Război Mondial :56. Toate acestea a încurajat forțele americane să atace civilii, crezând că aceștia nu se vor preda, ceea ce a alimentat propaganda japoneză cu privire la atrocitățile americane:391.
Hirohito, Hideki Tojo și „japonezii” nediferențiați erau adesea înfățișați în caricaturi:33-34. În caricaturile editoriale ale lui Dr. Seuss, care îi înfățișau adesea pe Hitler și Mussolini, artistul alegea mai degrabă o figură simbolică pentru Japonia, decât imaginea unui anume lider:121</ref>.
O sugestie a OWI pentru adaptarea formulelor „pulp” a fost o poveste sportivă despre o echipă profesionistă de baseball în turneu în Japonia, care le-ar fi permis scriitorilor să-i prezinte pe japonezi ca fiind nemiloși și incapabili de sportivitate:44-45.
Printre cântecele populare americane din acea perioadă se numărau „We're Gonna Have to Slap the Dirty Little Jap (Va trebui să îi dăm o palmă micului japonez murdar”, „Taps for the Japs (Stingerea pentru japonezi)”, „We'll Nip the Nipponese (Îi vom nimici pe niponi)”, „Vom cânta Yankee Doodle în Tokyo” și „You're a Sap, Mr. Jap (Ești un tâmpit, domnule japonez)” :306. Realizatorii de filme din timpul războiului au abuzat de caracteristici ale culturii japoneze pe care poporul american le-ar fi considerat scandalos de neobișnuite:306.
La începutul războiului, artiștii îi descriau pe japonezi ca pe niște copii miopi, cu dinți mari și inofensivi:306. Într-adevăr, mulți americani credeau că Germania a convins Japonia să atace Pearl Harbor:37. Pe măsură ce războiul avansa, soldații și civilii japonezi erau portretizați în filme ca dușmani malefici, cu fețe de șobolani, care doreau să domine lumea.
În țările ocupate de Japonia și forțate să se alăture Sferei de coprosperitate, eșecul de menținere a nivelului economic anterior războiului, în special în Filipine, a fost rapid folosit în propaganda care a vorbit despre „Sfera de co-sărăcie”:263.
Fluturașii lansați din aer deasupra teritoriului japonez i-au informat pe niponi cu privire la Declarația de la Potsdam, care a subliniat amploarea victoriei Aliaților, și cu privire la negocierile de pace ale guvernului japonez, subminând capacitatea partidului dur japonez de a insista asupra continuării războiului:262-263.

### Discuțiile neatente

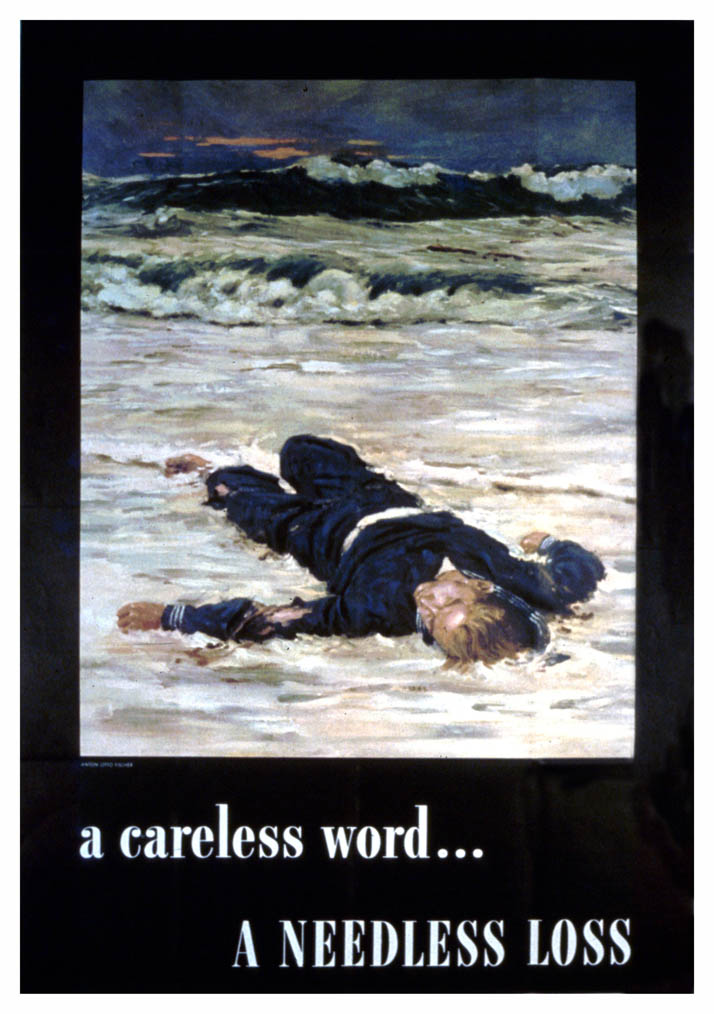
Un poster realizat de Anton Otto Fischer care prezintă un marinar mort =, probabil ucis într-un atac inamic ca urmare a scurgerii de informații

Multe afișe ridiculizau și îi condamnau pe cei care, prin discuțiile neglijente, furnizau informații inamicului, ducând la moartea soldaților aliați. Aceste afișe au fost prezentate publicului ca un mecanism menit să împiedice persoanele care dețin informații sensibile să vorbească despre acestea în locuri în care spionii sau sabotorii le-ar putea asculta.
Cu toate acestea, nu acesta a fost adevăratul scop, deoarece propaganda a continuat mult timp după ce flota inamică a fost scufundată și rețelele lor de spionaj distruse. Problema era legată de zvonurile negative, care se răspândeau mult mai repede decât veștile bune și amenințau să slăbească moralul frontului intern, sau să facă grupurile americane să se teamă sau să se urască între ele. Istoricul D'Ann Campbell susține că scopul afișelor din timpul războiului, al propagandei și al cenzurării scrisorilor soldaților nu era de a zădărnici spionii, ci „de a bloca cât mai bine zvonurile care ar putea duce la descurajare, frustrare, greve sau orice altceva care ar reduce producția militară” :71. Acesta a fost subiectul principal urmărit de Office of War Information.
Unele dintre aceste afișe conțineau cele mai cunoscute sloganuri ale războiului și multe dintre ele au fost realizate de artistul propagandist Cyril Kenneth Bird⁠(d). Alte sloganuri folosite pentru acest tip de afiș au fost „Vorbele neglijente costă vieți”, „Buzele neglijente scufundă vapoarele”, „Un alt cuvânt nepăsător, o altă cruce de lemn” și „frânturile de vorbe neglijente sunt puse cap la cap de inamic”. Temele propagandei au subliniat, de asemenea, o temă împotriva zvonurilor, ca atunci când o femeie a sfătuit-o pe alta să nu vorbească cu un bărbat despre munca ei de război, deoarece femeia cu care se întâlnește cel din urmă nu este de încredere și ar putea fi un agent inamic:193,194.

Răspândirea de zvonuri a fost descurajată pe motiv că favoriza dezbinarea în America și promova defetismul și alarmismul:184. Alfred Hitchcock a regizat Have You Heard? pentru revista Life, o dramatizare fotografică a pericolelor zvonurilor pe timp de război.

### Victoriile
Victoriile în luptă și eroismul au fost promovate în scopuri morale, în timp ce pierderile și înfrângerile au fost minimalizate. În ciuda gafelor sale din primele zile ale războiului, generalul Douglas MacArthur a fost prezentat ca un erou de război datorită nevoii stringente de a avea unul:111. Situația disperată din Bătălia din Bataan a fost minimalizată:114, deși înfrângerea a provocat o demoralizare considerabilă:310. Raidul Doolittle a fost efectuat doar pentru a ajuta moralul, mai degrabă decât pentru a provoca daune:273-274, un scop pe care l-a atins:309-310. După Bătălia din Marea Coralilor, marina militară a raportat mai multe pagube provocate japonezilor decât cele suferite în realitate:119 și au declarat că victoria aparține americanilor, în condițiile în care niponii s-au lăudat la rândul lor cu înfrângerea americanilor:324. Victoria decisivă de la Midway a fost consemnată în titlurile ziarelor:68, dar a fost raportată cu cumpătare, iar Marina SUA a supraestimat pagubele japoneze. Revista Life a avertizat că victoria de la Midway nu înseamnă că Japonia a pierdut inițiativa strategică:125.
În 1942, supraviețuitorii Bătălia de pe insula Savo au fost scoși din spațiul public pentru a preveni scurgerea de informații, iar dezastrul din 9 august nu a ajuns în ziare până la jumătatea lunii octombrie:91.
Limitarea distribuirii știrilor proaste a provocat dificultăți cu raționalizarea benzinei, deoarece americanii nu au fost informați cu privire la numeroasele scufundări de petroliere:139.
Anterior, oamenii s-au plâns de faptul că guvernul a ascuns amploarea pagubelor de la Pearl Harbor, deși acest lucru a fost parțial pentru a le ascunde de japonezi. Japonezii aveau o idee clară despre pagubele pe care le-au provocat, așa că doar americanii au fost neinformați:141. Un reporter a relatat: „Șapte dintre cele două nave scufundate la Pearl Harbor au reintrat în flotă”:141. Deși plângerile privind ascunderea știrilor au continuat:150, atât ziarele, cât și radioul au preluat știri favorabile și le-au înfrumusețat, un proces care nu a fost contracarat de guvern:152-153.
Joseph Goebbels a contracarat această propagandă, minimalizând apărarea din  Insula Corrigidor și atacându-l pe Douglas MacArthur ca pe un laș. Acest lucru nu a avut prea mult succes, deoarece poporul german știa că Goebbels a subestimat apărarea americană și că MacArthur plecase după ce primise ordine în această privință.
Invazia din Africa de Nord a produs o creștere a moralului atunci când forțele americane erau blocate în Noua Guinee și în  Guadalcanal:167
După Guadalcanal, atenția s-a concentrat asupra Europei, unde Italia a fost cucerită, Germania a fost bombardată intens, iar Armata Roșie avansa constant spre vest:464.

### Optimismul fals
O parte din propagandă a fost direcționată pentru risipirea speranțelor oamenilor pentru un război scurt și ușor. În ciuda victoriilor aeriene din Europa, Dr. Seuss l-a descris pe Hitler ca pe o sirenă care distrugea navele aliate:75. Departamentul de Război al SUA a sprijinit difuzarea desenelor animate ale lui Bill Mauldin⁠(d) deoarece acesta făcea războiul să pară aspru și obositor, indicând că victoria nu va fi ușoară. Reprezentarea soldaților americani cu înfățișări neîngrijite și cu ochi triști și goi transmitea dificultatea războiului:13-15.

### Morții și răniții

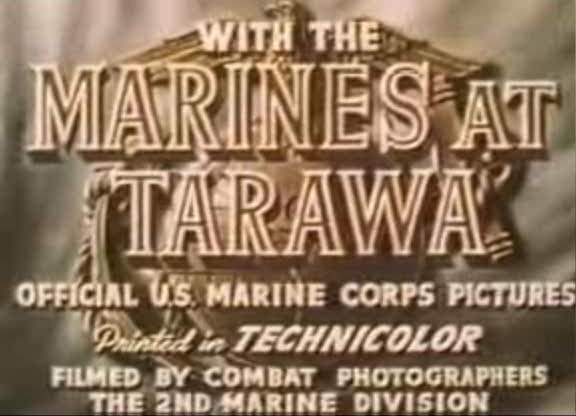
Cu pușcașii marini la Tarawa a prezentat scene de luptă mai groaznice decât filmele anterioare

Până în 1944, imaginile distrugerilor războiului și cele cu morți și răniți au fost în mare parte atenuate de propagandiștii americani, care au urmat instrucțiunile care le permiteau să prezinte „câțiva” soldați răniți în mulțime. Ulterior, au fost permise prezentări mai realiste, în parte datorită cererii publicului:293. Atitudinea anterioară a fost susținută de mass-media. De exemplu, NBC a avertizat că emisiunile nu trebuie să fie „ excesiv de dureroase”:155. Cu toate acestea, publicul american dorea mai mult realism pe motiv că era capabil să suporte veștile proaste:181. Roosevelt a autorizat în cele din urmă publicarea de fotografii ale soldaților morți, pentru împiedicarea mulțumirii de sine a publicului față de pierderile de pe front.
Când filmul documentar despre Bătălia de la San Pietro Infine a arătat soldați morți înfășurați în huse de saltele, unii ofițeri au încercat să împiedice soldații aflați în instrucție să vadă filmul, de teama scăderii moralului. Generalul Marshall a autorizat însă prezentarea filmului, pentru a se asigura că soldații își iau în serios instrucția:258.

OWI a transmis soldaților care se întorceau în țară marcați de luptă, că existau slujbe și locuri de muncă pentru ei în viața civilă:120. Această promisiune era prezentă și în poveștile romantice, în care o eroină drăguță și blândă îl ajuta pe veteran să se adapteze la viața civilă după întoarcerea sa din război:94-95.

### Efortul de război

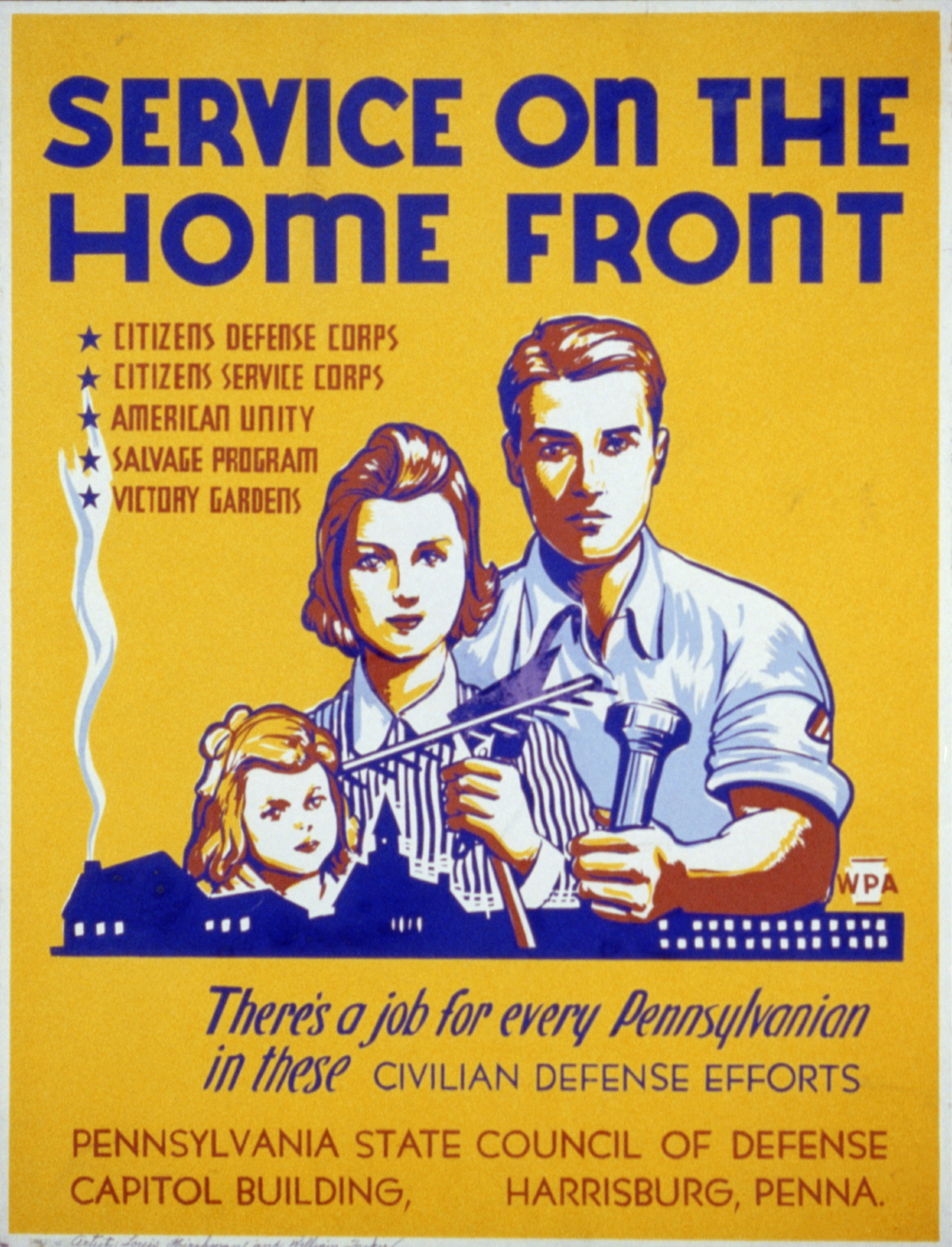
Afiș distribuit de Guvernul Pennsylvaniei care enumeră modalitățile în care poate fi sprijinit pe frontul intern

Americanii au fost solicitați să sprijine efortul de război în multe feluri. Caricaturile îi înfățișau pe cei care vorbeau despre victorie, dar în mod evident stăteau și așteptau ca alții să o asigure:186 sau a arătat cum birocrația era în detrimentul efortului de război:187. Defetismul a fost atacat {{RP|189}, unitatea națională era promopvată:191, iar temele legate de comunitate și sacrificiu au fost accentuate:52-53. Personajele de ficțiune erau împărțite în răufăcători egoiști și eroi care puneau nevoile celorlalți pe primul loc:87 și care au învățat să se identifice cu apărătorii libertății:149-150./
Propagandiștii au fost instruiți să transmită mesajul conform căruia persoana care urmărea mijloacele de propagandă avea de pierdut personal dacă nu contribuia la efortul de război. De exemplu, apelul adresat femeilor de a contribui la efortul de război îi identifica pe soldații care depindeau de munca lor ca pe fiii, frații și soții lor:126.
Cenzura a provocat complicații considerabile, în principal pentru a-i împiedica pe inamici să afle cât de multe daune au fost provocate de atacuri:139-140. De exemplu, Roosevelt a descris pagubele de la Pearl Harbor ca fiind „serioase”, dar nu a putut „oferi cifre exacte”. :140.
Mulți artiști și scriitori știau că era important să mențină moralul ridicat, dar au apărut dezbateri considerabile cu privire la oportunitatea alegerii distracțiilor ușoare și frivole sau a prezentării gravității războiului pentru a obține sprijinul populației:163.
Autorii de ficțiune au fost încurajați să își prezinte personajele cumpărând obligațiuni de război, conservând, plantând legume în „grădini ale victoriei” și acționând în moduri diferite cu gândul la război: personajele puteau să se abțină de la a-i suna pe cei dragi pentru a evita suprasolicitarea sistemului telefonic, sau o poveste de dragoste putea începe atunci când un bărbat și o femeie mergeau cu mașina împreună.:142
Multe povești erau plasate în epoca expansiunii frontierelor sau în ferme de familie, pentru sublinierea unor virtuți tradiționale precum munca grea, inocența, pietatea, independența și valorile comunității:85-86

#### Apărarea civilă
Biroul apărării civile a fost creat pentru a-i informa pe americani ce să facă în caz de atac inamic :44. La o zi după atacul asupra Pearl Harbor, au fost publicate broșuri care descriau cum trebuie să se acționeze în cazul unui raid aerian:35. De asemenea, a promovat curajul civic, iar simbolurile sale au ajutat să reamintească oamenilor că războiul continuă:47.

#### Economisirea
Revistele pentru femei conțineau numeroase sfaturi pentru gospodine cu privire la achizițiile rentabile, cum să facă față raționalizării și cum să se descurce într-o perioadă cu stocuri limitate:23. General Mills a distribuit o „carte de bucate de Betty Crocker” cu rețete pentru perioada războiului:22. O Carte de bucate a victoriei explica principiile gătitului pe timp de război, începând cu nevoia împărțirii mâncării cu combatanții :54. Ladies' Home Journal⁠(d) a explicat motivele raționalizării zahărului, de exemplu, trestia de zahăr putea fi utilizată pentru fabricarea explozivilor:55. Office of Price Administration⁠(d) i-a îndemnat pe americanii care luau masa în restaurante să nu ceară unt în plus sau reumplerea ceștii de cafea :57. Serialele melodramatice radiofonice au folosit subiecte despre raționalizarea pe timp de război și au condamnat acumularea de bunuri:55.
Rezervele de cauciuc erau deosebit de reduse, iar raționalizarea cauciucului a avut cel mai mare impact asupra vieții americanilor. Cu toate acestea, „Raport de anchetă privind cauciucul”, elaborat de un comitet însărcinat să investigheze aprovizionarea cu cauciuc, a reușit să schimbe opinia publică, arătând motivele întemeiate pentru raționalizare:91-92. Deoarece benzina era necesară pentru alimentarea avioanelor și automobilelor militare, americanii au fost încurajați să economisească. Prin economisirea benzinei s-a reușit și economisirea cauciucului:57. Folosirea în comun a automobilelor și împărțirea costurilor pentru combustibil a fost promovată în campanii ale guvernului:171.
Au fost instituite campanii de colectare a deșeurilor, susținute de eforturile de ale guvernului, încă înainte de declarația de război. Programe precum „Recuperare pentru victorie” s-au intensificat după izbucnirea războiului. Multe persoane particulare au organizat și au dat publicității unele dintre cele mai de succes campanii de colectare a deșeurilor din timpul războiului:135. Președintele Roosevelt a trimis o scrisoare grupurilor de cercetași, îndemnându-i pe copii să sprijine campania de colectare a deșeurilor:194.
Recuperarea materialelor a fost cea mai importantă temă în propaganda prin afișe, reprezentând unul din șapte afișe în timpul războiului:73. Economisirea materialelor, în bucătărie și în jurul casei, a fost unul dintre cele cinci subiecte majore ale posterelor cu teme de conservare. Alte subiecte au inclus achiziționarea de obligațiuni de război, plantarea de grădini ale victoriei, Oficiul de Administrare a Prețurilor și raționalizarea:73. Femeile au fost încurajate să contribuie la economisirea în bucătărie, a unor materiale precum grăsimea și untura folosite pentru fabricarea explozibililor și raționalizarea zahărului, cărnii, untului și cafelei pentru asigurarea unor rații îndestulătoare pentru soldați:71. Măcelăriile și piețele distribuiau fluturași care îndemnau la colectarea grăsimilor reziduale, care puteau fi aduse înapoi la măcelărie:58. Datorită acestor afișe și a altor forme de propagandă, Statele Unite au reciclat 224 de mii de tone de grăsimi uzate, 21 de milioane de tone de hârtie și 360 de mii de tone de tablă:79.
Oamenilor li s-a spus să economisească materialele folosite la confecționarea hainelor, ceea ce a dus la faptul că hainele au devenit din ce în ce mai mici și mai scurte:71. Literatura de ficțiune descria adesea o eroină care își cheltuia salariile mari pe rochii elegante, dar care afla că iubitul ei, aflat în serviciul militar activ, dezaprobă acest comportament. Ca urmare, eroina se angajează în industria de război. Chiar și atunci, el dorea ca ea să revină la hainele elegante:93.

##### Industria
Industria a fost, de asemenea, invitată să economisească. Lucky Strike a justificat modificarea culorii ambalajelor din verde în alb prin nevoia de economisire a metalelor din vopsele:128. Înainte de oprirea producției pentru automobile comerciale, aceste nu mai foloseau cromul la protejarea diferitelor piese metalice:100-101

#### Producția
Chiar înainte de Pearl Harbor, Roosevelt a cerut Statelor Unite să fie arsenalul democrației în sprijinul altor țări aflate în război cu fascismul:214.
Producția industrială și agricolă a fost un obiectiv major al campaniilor de afișaj. Deși boom-ul din timpul războiului însemna că oamenii aveau bani să cumpere lucruri pentru prima dată de la Marea criză economică, propaganda sublinia necesitatea de sprijinire a efortul de război și de a nu cheltui banii pe articole neesențiale, deturnând astfel materiale importate de la efortul de război:21. Fabricarea ultimului automobil civil a fost mediatizată în publicații precum Life:39. Fabricile au fost prezentate ca parte a efortului de războiși a fost încurajată o mai mare cooperare a lucrătorilor cu conducerea. Au apărut istorisiri romanțate despre această armonie fiind prezentate idile dintre o muncitoare din industria de război și angajatorul ei:157. Caricaturile înfățișau conflictele de muncă ca fiind pe placul lui Hitler și discriminarea rasială ca împiedicând îndeplinirea sarcinilor esențiale:24, 26. A fost subliniată nevoia ca lucrătorii să combată absenteismul și fluctuația ridicată a personalului:156. Antreprenorii care înființau noi întreprinderi pentru producția militară erau salutați ca exemple ale individualismului economic american:198.
După moartea fraților Sullivan, părinții și sora lor au făcut vizite la șantierele navale și la fabricile de armament pentru a încuraja creșterea producției:35-36. Veteranii campaniei din Guadalcanal, prima ofensivă majoră din război a Americii, au fost, de asemenea, trimiși în fabrici pentru ca să stimuleze producția și să descurajeze absenteismul:419
Economia și industria au fost puternic accentuate în posterele de propagandă ale Statelor Unite din cauza nevoii de producție pe termen lung în timpul războiului:62-84. Lucrătorii din fabrici au fost încurajați să devină nu doar muncitori, ci și „soldați de producție” pe frontul intern. Aceste afișe au fost folosite pentru ca să îi convingă pe muncitori să ia pauze mai scurte, să lucreze mai multe ore și să producă cât mai multe unelte și arme pentru creșterea producției destinate armatei:62-84. Șantierele navale au arborat pancarte pentru a încuraja construcția navelor pentru victorie:194.
În urma creșterii producției, tot mai mulți muncitori s-au mutat în orașele industriale, ceea ce a dus la o criză a locuințelor disponibile și a serviciilor publice. Ca urmare, au apărut adesea îndemnuri la adresa proprietarilor de locuințe, cărora li se cerea să primească în gază pensionari și să dea dovadă de toleranță față de noii veniți:84.

#### Grădinile victoriei
Guvernul a încurajat oamenii să planteze grădini de legume pentru a ajuta la prevenirea penuriei de alimente. Reviste precum The Saturday Evening Post și Life au publicat articole de susținere a acțiunilor de cultivare a grădinilor, în timp ce revistele pentru femei au inclus instrucțiuni pentru înființarea și îngrijirea acestora. Deoarece îngrijirea acestor plantații era considerată o activitate patriotică, ele erau numite  „grădini ale victoriei” sau „grădini apărare”, iar femeile erau încurajate să conserve și să păstreze alimentele pe care le creșteau din acestea:22. Deși Departamentul de Agricultură al Statelor Unite a furnizat informații, multe edituri comerciale au publicat, de asemenea, cărți despre cum să fie îngrijite aceste grădini:62.
În timpul anilor de război, americanii au plantat 50 de milioane de „grădini ale victoriei”:73. Acestea au produs mai multe legume decât producția comercială totală, iar o mare parte din acestea au fost conservate, urmând sloganul: „Mănâncă ce poți și păstrează ce nu poțiconsuma”:137</ref>. Sloganul „cultivă-ți propria recoltă, păstrează-ți propria conservă” a încurajat, de asemenea, plantarea de grădini ale victoriei.

#### Obligațiunile de război
În timpul conflictului militar, vânzarea de obligațiuni de război a fost promovată pe scară largă. Denumite inițial „obligațiuni de apărare”, acestea au fost redenumite „obligațiuni de război” după atacul asupra Pearl Harbor:40. O mare parte din talentul artistic al națiunii și cele mai bune tehnici de publicitate au fost folosite pentru a încuraja oamenii să cumpere obligațiuni, astfel încât programul să rămână facultativ:186.
War Advertising Board a făcut tot ce i-a stat în putință pentru a-i convinge pe oameni că achiziționarea de obligațiuni este un act patriotic, oferindu-le cumpărătorilor o formă de participare la război. Reclamele au fost utilizate inițial la radio și în ziare, dar mai târziu au fost folosite și revistele, acestea fiind produse atât companiile guvernamentale, cât și cele private. Asociația „Writers' War Board” a fost înființată cu scopul de a redacta texte pentru reclamele de obligațiuni de război:141.
Mitingurile și strângerile de bani pentru obligațiunile de război erau frecvente și erau organizate în cadrul multor evenimente sociale:40-41. Profesorii au distribuit copiilor carnețele care le permiteau să economisească pentru o obligațiune prin achiziționarea de timbre pentru obligațiuni de război:41
Marlene Dietrich și multe alte vedete de cinema au vândut obligațiuni de război în valoare de mai multe mii de dolari:79. În cadrul emisiunii radio „Little Orphan Annie”, tinerii ascultători au fost îndemnați să vândă timbre de război și obligațiuni de război:82. Chiar și reclamele la produse care nu erau destinate armatei conțineau adesea sloganul „Cumpărați obligațiuni și timbre de război!”:130. De asemenea, mass-media a îndemnat la înscrierea în planurile de deduceri din salarii pentru cumpărarea de obligațiuni de război:192-193.

Au fost vândute obligațiuni în valoare de 135 de miliarde de dolari, dintre care majoritatea au fost achiziționate de bănci, companii de asigurări și corporații. Cu toate acestea, persoanele fizice au achiziționat obligațiuni în valoare de 36 de miliarde de dolari, dintre care cele cumpărate de copiii reprezentând aproape 1 miliard de dolari.

#### Forța de muncă feminină
Au fost lansate campanii de amploare pentru ca să le încurajeze oe femei să intre în câmpul muncii și ca să îi convingă pe soții lor că acesta este un comportament adecvat:125. Campaniile guvernamentale destinate femeilor erau adresate exclusiv casnicelor, probabil pentru că femeile deja angajate puteau accede singure la locurile de muncă „esențiale”, mai bine plătite:142, sau poate din convingerea că gospodinele ar fi principala sursă de noi lucrători:24. Propaganda era îndreptată și către soți, mulți dintre ei nedorind ca soțiile lor să lucreze:45. Literatura de ficțiune a abordat, de asemenea, rezistența soților la munca soțiilor lor:80.
Figuri simbolice cheie precum „Nituitoarea Rosie” și „Doamna Casey Jones” au apărut în posterele din întreaga țară, prezentând femei puternice care își susțineau soții în efortul de război:147-149. Datorită propagandei care viza sarcinile femeilor în timpul războiului, numărul femeilor care lucrau a crescut cu 15% între 1941 și 1943:179. Femeile au fost personajele principale ale frontului intern, care a fost o temă majoră în afișele de propagandă:41 și, pe măsură ce războiul a continuat, femeile au început să apară mai frecvent în posterele de război. La început, acestea erau însoțite de omologi de sex masculin, dar mai târziu femeile au început să apară ca figură centrală în postere. Aceste afișe erau menite să arate o corelație directă între eforturile de pe frontul intern și războiul din străinătate și să prezinte femeile ca influențând direct războiul. Radiourile au difuzat, de asemenea, informații și apeluri, bazându-se pe chemări patriotice și pe necesitatea unei astfel de activități pentru salvarea vieților soldaților:117. La sfârșitul secolului XX, Nituitoarea Rosie avea să fie adoptată de mișcările feministe ca simbol al acestora. Există însă unii istorici moderni care consideră campania ca fiind sexistă, susținând că „femeile erau încurajate să se alăture forței de muncă, dar cu înțelegerea că vor abdica de la posturile lor imediat ce soldații se vor întoarce”.
Au fost lansate două campanii principale: „Femeile în război”, pentru recrutarea în serviciile armate și locurile de muncă legate de război și „Femeile în servicii necesare”, adică în locurile de muncă cum ar fi spălătoriile, magazinele alimentare și farmaciile și alte locuri de muncă esențiale pentru a sprijinirea economiei:39-49. Cărțile și revistele s-au adresat femeilor subliniind nevoia pentru contribuția lor prin muncă la efortul de război:143. Multe opere de ficțiune prezentau femei care lucrau în industrii cu deficit de forță de muncă:102, deși, în general, în industriile cele mai prestigioase:106. Toate copertele principalelor reviste, filmele și cântecele populare înfățișau femei muncitoare:144.
Femeile angajate în război au fost folosite în mod obișnuit ca simbol al frontului intern, poate pentru că, spre deosebire figurile masculine, nu s-a pus nicio clipă problema înrolării lor în serviciu militar activ pe front:89. În multe povești, femeia muncitoare apărea ca un exemplu de femeie egoistă care apoi se schimbă și obține un loc de muncă:89-90.
Revistele au fost îndemnate să aibă poveștile potrivite pentru timpul de război. De exemplu, True Story și-a atenuat ostilitatea față de femeile muncitoare manifestate în timpul Marii Crize Economice și a prezentat favorabil munca lor în de război:150. La început, a continuat să abordeze teme sexuale, cum ar fi femeile care lucrează în război seduse, având aventuri cu bărbați căsătoriți sau implicându-se în aventuri ocazionale. Magazine Bureau a obiectat că acest lucru împiedica recrutarea și a susținut că femeile care munceau în timp de război nu ar trebui să fie prezentați ca fiind mai predispuse la aventuri decât alte femei. Ca urmare, True Story a eliminat astfel de teme din poveștile cu femei care lucrează pe perioada războiului:154-155. Poveștile cu femeia ambițioasă care visa la o carieră de succes, a cărei viață culmina cu un dezastru, apăreau încă, dar numai atunci când acestea erau motivate de egoism. În același timp, femeile care lucrau din motive patriotice erau prezentate ca fiind capabile să își păstreze căsniciile și să aibă copii, în loc să sufere de avorturi spontane și infertilitate, așa cum se întâmpla în mod invariabil cu femeile care lucrau în poveștile de dinainte de război:164. Poveștile au mai arătat cum munca pe timp de război poate izbăvi o femeie cu un trecut sordid:180. The Saturday Evening Post a schimbat și mai mult descrierea femeilor care munceau: soțiile de carieră distructivă de dinainte de război au dispărut complet, iar acum femeile angajate puteau să aibă nu doar o slujbă dar și familii fericite:79.
Imaginea „fetei fermecătoare” a fost adaptată la condițiile din timpul războiului prin prezentarea femeilor care lucrau în fabrici ca fiind atrăgătoare. Ele au fost prezentate în mod explicit ca femei își putea păstra frumusețea în timp ce efectua munca de război:146-147. Romanele de ficțiune prezentau muncitoarele de război ca atrăgând atenția soldaților, în detrimentul fetelor care trăiau pentru plăceri:78. Motivele pentru care femeile lucrau în timpul războiului erau adesea prezentate ca fiind demobilizarea mai rapidă a soților sau asigurarea unei lumi mai sigure pentru copii lor:23. Reprezentările femeilor care lucrau în timp de război sugerau adesea că acestea munceau doar pe durata conflictului armat și plănuiau să se întoarcă la viața de casnică cu normă întreagă după aceea:176.
Apelul adresat femeilor muncitoare a sugerat că, prin efectuarea muncii în timp de război, o femeie își susține fratele, prietenul sau soțul din forțele armate și grăbește ziua în care acesta se va putea întoarce acasă:156-157.

##### Femeile în forțele armate
Grupurilor și organizațiilor de femei li s-a cerut să recruteze femei pentru WACS⁠(d), WAVES, WASPS⁠(d) și alte ramuri feminine ale serviciilor armate:35.
Imaginea „fetei fermecătoare” a fost aplicată femeilor din armată, pentru a le reasigura că intrarea în armată nu le face mai puțin feminine:60. În romanele de ficțiune, femeile în uniformă au câștigat inimile soldaților care le preferau femeilor care nu susțineau efortul de război:78.

### Afro-americanii: Campania „Dublu V”
Comunitatea afro-americană din Statele Unite a declanșat o  campanie pentru victoria dublă: împotriva fascismului în străinătate și împotriva discriminării de acasă. Un număr mare de persoane au migrat de la fermele sărace din sud către centrele în care funcționau fabrici de muniții și armament. Tensiunile rasiale erau ridicate în orașe supraaglomerate precum Chicago; Detroit și Harlem au cunoscut revolte rasiale în 1943.
Ziarele afro-americanilor au creat campania „Dublu V” ca să ridice moralul populației de culoare și să prevină acțiunile radicale. Postere și broșuri speciale au fost pregătite pentru a fi distribuite în cartierele populației de culoare
Majoritatea femeilor de culoare au fost muncitoare agricole sau menajere înainte de război. În ciuda discriminării și a segregației din tot sudul, ele au părăsit munca pe câmpurile de bumbac și au acceptat slujbe în fabricile din orașe. Colaborând cu Comitetul federal pentru practici corecte de angajare, cu NAACP⁠(d) și cu sindicatele CIO⁠(d), aceste femei de culoare au dus o campanie „Dublu V”: împotriva Axei în străinătate și împotriva practicilor restrictive de angajare în țară. Eforturile lor au redefinit cetățenia, echivalând patriotismul lor cu munca pe timp de război și căutând oportunități egale de angajare, beneficii guvernamentale și condiții de muncă mai bune – condiții adecvate pentru toți cetățenii cu drepturi depline. În sud, femeile de culoare lucrau în locuri de muncă segregate. În vest și în cea mai mare parte a nordului, acestea erau integrate, dar au izbucnit greve sălbatice în Detroit, Baltimore și Evansville, unde emigranții albi din sud au refuzat să lucreze alături de femeile de culoare:113-129.

### Dorul de casă
Cea mai mare parte a divertismentului destinat soldaților se baza pe sensibilitate și nostalgie, ceea ce ajuta la menținerea moralului:77-78. În majoritatea mass-media, „fata din vecini” a fost adesea folosită ca simbol al tuturor lucrurilor americane:73. Betty Grable⁠(d) a caracterizat „fata din vecini” ca femeia care le-a oferit soldaților un motiv pentru care să lupte :71, dar un soldat i-a scris spunându-i că modelele din afișe le-a spus, în mijlocul luptei, pentru ce luptă:98. Cântece cerute în programele radio dedicate forțelor armate nu erau despre Nituitoarea Rosie, ci despre fete care așteptau ca soldații să se întoarcă:125. Multe astfel de cântece erau populare și pe frontul intern:262. Temele iubirii, singurătății și despărțirii au devenit și mai pregnante din cauza războiului:116.
Ofițerii de informații germani, care interogau prizonierii americani, au concluzionat în mod eronat că noțiunile americanilor cu privire la motivul pentru care luptau erau concepte vagi, dezvăluite de cântece precum „Plăcinta cu mere a mamei”, și au concluzionat că militarii americani erau slabi din punct de vedere idealist și puteau fi convinși să își abandoneze aliații:253.
Poveștile pentru frontul intern relatau nevoia soldaților ca iubitele și familiile lor să nu se schimbe, deoarece „ele” erau motivul pentru care luptau soldații:93-94. La sfârșitul războiului, poveștile reale și fictive prezentau adesea femei care au părăsit munca de război pentru ca să se întoarcă la casele lor și creșterea copiilor:97-98. Femeile, în special soțiile ai căror soți erau în război, și copiii au fost adesea prezentați ca fiind în pericol în război:6-7.
Afișele pentru frontul intern au invocat, de asemenea, o Americă idealizată, ca în seria „Aceasta este America”, care proclama că „familia este o instituție sacră”, „unde Main Street este mai mare decât Broadway” și „unde un bărbat își alege slujba”. De obicei, bărbații erau prezentați ca fiind obișnuiți, iar femeile ca fiind frumoase și pline de farmec.

### Aliații

#### Britanicii
Roosevelt a cerut sprijin pentru Marea Britanie înainte ca Statele Unite să intre în război, ca să obțină aprobare  Legii de împrumut și închiriere (Lend-Lease Act). O parte din acest raționament a fost că cei care luptau în prezent împotriva puterilor Axei ar fi ținut războiul departe de Statele Unite, dacă ar fi fost sprijiniți:15.
Afișele de propagandă au îndemnat la sprijin pentru Marea Britanie, în timp ce personajul de bază al „englezului trufaș” a fost eliminat din filme:163. Telejurnalele au prezentat bombardamentele asupra Londrei (the Blitz), arătând faimoasa imagine St Paul's Survives⁠(d) a domului catedralei St. Paul ridicându-se deasupra flăcărilor, iar Ed Murrow a raportat efectele atacurilor aeriene:109. Filmul lui Frank Capra Bătălia Angliei⁠(d)' (1943), din seria De ce luptăm⁠(d), descrie lupta RAF împotriva Luftwaffe :158. Deși a înfrumusețat luptele aeriene reale, a descris raidurile nocturne înspăimântătoare, cărora poporul britanic a reușit totuși să reziste în mod remarcabil.
Înainte de 7 decembrie 1941 și de atacul japonez surpriză asupra insulelor Hawaii, un număr de americani din nordul și mijlocul vestului Statelor Unite simpatizau cu Germania nazistă sau pur și simplu se opuneau unui nou război cu Germania, deoarece erau de origine germană. În plus, numeroși americani irlandezi-catolici erau pro-naziști, deoarece erau în mod deschis ostili britanicilor și intereselor britanice. Cu toate acestea, sudul Americii era foarte pro-britanic în această perioadă, din cauza înrudirii pe care locuitorii din sud o simțeau pentru britanici. Statele din Sud au fost considerate „un eșec total” pentru organizația non-intervenționistă America First Committee⁠(d) din motive precum mândria tradițională a sudului față de armată, sentimentul pro-britanic și anglofilia datorate predominanței strămoșilor britanici în rândul majorității locuitorilor din sud, loialitatea politică față de [Partidul Democrat (Statele Unite ale Americii) |Partidul Democrat ]]și rolul cheltuielilor de apărare în sprijinirea economiei în declin a regiunii:860.

#### Sovieticii
Descrierea Uniunii Sovietice în propaganda americană a fost o problemă delicată pe tot parcursul războiului, deoarece URSS nu putea fi prezentată ca o democrație liberală :294.
Cu toate acestea, atacul nazist asupra Uniunii Sovietice a stimulat propaganda în favoarea acesteia, iar Hollywood-ul a produs filme prosovietice:152. La îndemnul lui Roosevelt, a fost realizat filmul Misiune la Moscova, care descria procesele de epurare drept o pedeapsă justă a unei conspirații troțkiste:498. Pe de altă parte, filmul Ninotchka⁠(d) a lui Greta Garbo din 1939 nu a fost relansat deoarece îi ridiculiza pe ruși.:164
Seria Why We Fight a lui Frank Capra a inclus Bătălia Rusiei (The Battle of Russia):158. Prima parte a filmului descrie atacul nazist asupra Uniunii Sovietice, istorisește eșecurile anterioare invadării Rusiei și descrie tacticile rusești ale  pământului pârjolit și luptelor de gherilă. Filmul a omis toate referirile la Pactul Ribbentrop-Molotov Tratatul de neagresiune dintre Germania și Uniunea Republicilor Sovietice Socialiste semnat înainte de izbucnirea războiului:256. Cea de-a doua parte a filmului prezintă Germania care este antrenată prea adânc în Rusia și se concentrează în principal pe Asediul Leningradului. Filmul prezintă în mod nerealist marea retragere în adâncimea teritoriului rus ca fiind o manevră deliberată a guvernului sovietic:257.
Povestirile scrise în SUA sau Marea Britanie care erau critice la adresa Uniunii Sovietice și a politicilor sale au fost adesea puse în așteptare sau nu au fost publicate deloc din cauza necesității de a menține relații de prietenie cu aceasta. Un exemplu notabil a fost romanul antisovietic Ferma animalelor al lui George Orwell, care a fost scris în timpul războiului( noiembrue 1943 - februarie 1944), dar nu a putut fi publicat decât după aceea (17 august 1945).

#### Europa aflată sub ocupația Axei
Filmele lui Frank Capra Lovitura nazistă (The Nazis Strike) și Divide și cucerește (Divide and Conquer), care fac parte din seria De ce luptăm (Why We Fight), descriu cucerirea Europei:158. The Nazis Strike acoperă acapararea de teritorii începând cu Anschluss și terminând cu invadarea Poloniei, pe măsură ce îl descrie pe Hitler creând o forță militară enormă. Divide and Conquer descrie cuceririle germane în Danemarca, Norvegia, Luxemburg, Belgia, Țările de Jos și Franța. O atenție deosebită este acordată atrocităților înfăptuite de germani, iar populația franceză este descrisă ca fiind târâtă în sclavie după cucerire.
Un afiș american avertiza că victoria germană înseamnă sclavie, înfometare și moarte înfățișându-i pe francezi cu mâinile ridicate :170.
Tragedia de la Lidice, împușcarea bărbaților și trimiterea femeilor în lagărele de concentrare, a fost descrisă și în postere:171. De asemenea, Forțele Franceze Libere au publicat afișe prin care îndemnau populația americană să îi sprijine:204. Centrul Belgian de Informare avea afișe care declarau că poporul belgian încă rezistă:205.
Propaganda americană a fost difuzată în țările ocupate prin eforturile mișcărilor clandestine de rezisetență:29. Cărțile tipărite în perioada de pregătire a Operațiunea Overlord|debartcării din Normandia]] au fost expediate în Franța la câteva săptămâni după Ziua Z, pentru contracararea propagandei naziste, în special a celei antiamericane:6-7. Acest lucru făcea parte din „propaganda de consolidare”, menită să pacifice regiunile ocupate, să asigure limitarea forțelor necesare asigurării siguranței spatelui frontului, să contracareze propaganda nazistă, în special cu privire la Statele Unite și să explice ce au făcut Statele Unite în timpul războiului:69.

#### China
Sprijinul pentru poporul chinez a fost încurajat în postere. Chiar înainte de intrarea Statelor Unite în război, multe personalități chineze au apărut pe coperta revistei Time. Propaganda japoneză a atribuit acest lucru nu dezgustului americanilor pentru atrocitățile japoneze din China, ci pur și simplu propagandei chineze mai eficiente.
Seria De ce luptăm (Why We Fight) a lui Frank Capra a inclus Bătălia Chinei (The Battle of China):158. Filmul descrie atacul brutal al Japoniei asupra Chinei, precum și atrocități precum Masacrul din Nanking, care au contribuit la amplificarea rezistenței chineze la ocupația japoneză. Filmul descrie, de asemenea, construirea Drumul Birmaniei, care a ajutat la susținerea efortului de război al Chinei, deoarece japonezii ocupaseră majoritatea porturilor chineze. Filmul a ridiculizat propaganda japoneză anti-occidentală de „co-prosperitate” și „coexistență” ilustrând aceste teme cu scene de atrocități japoneze. A fost cel mai crud film cu tema „binele împotriva răului” din seria „De ce luptăm”:18.
Pearl Buck, o faimoasă autoare de cărți despre China, i-a avertizat pe americani să ia în serios atracția exercitată de „sferei de co-prosperitate a Marii Asii de Orientale” japoneze asupra oamenilor din China și din alte națiuni asiatice. Acest lucru se datora faptului că aceste popoare erau tratate de niponi ca rase inferioare, o atitudine pe care mulți din Occident o aveau față de asiatici:450-451. Elmer Davis⁠(d) de la Biroul de Informații de Război a declarat, de asemenea, că din moment ce japonezii proclamau conflictul din Pacific drept un război rasial, Statele Unite nu puteau contracara această propagandă decât prin fapte care să arate că americanii credeau în egalitatea raselor:453. Cu toate acestea, acest aspect nu a fost abordat oficial, iar propaganda americană nu a abordat problema prejudecăților bazate pe rasă:452. 

#### Filipine
Afișele au fost utilizate pentru a portretiza și a sprijini Forțele de rezistență filipineze. Acestea au fost adesea catalogate drept una dintre cele mai mari forțe de rezistență organizate din istorie, a provocat, de asemenea, pierderi teribile poporului filipinez.